# ドラゴンボール超
『ドラゴンボール超』（ドラゴンボールスーパー、DRAGON BALL SUPER）は、日本の漫画。及びそれらを原作とし、2015年7月5日から2018年3月25日まで、フジテレビ系列で毎週日曜9時から9時30分（JST）に全131話が放送された、東映アニメーション制作のテレビアニメ。略称は「DB超」。

## 概要
鳥山明の漫画作品『ドラゴンボール』の完全新作のテレビアニメシリーズとしては『ドラゴンボールGT』以来18年ぶりとなる。孫悟空（そんごくう）を主人公に据え、魔人ブウとの戦いのその後を描く物語として制作された。
鳥山明が原案を手掛けており、鳥山は劇場版『神と神』（2013年）と、前出の劇場版『復活の「F」』にて、初めてアニメシリーズのストーリー制作を担当しているが、『ドラゴンボール』を原作としたテレビアニメシリーズのストーリー原案を務めるのは、本作品が初めてとなる。
テレビシリーズの放送に先駆けて、2015年6月20日発売の『Vジャンプ』2015年8月号からとよたろうによる漫画版の連載も行われている。2025年4月時点で累計発行部数1200万部を記録している。
番組終了後の2018年12月14日には「宇宙サバイバル編」のその後を描く続編として、劇場版『ドラゴンボール超 ブロリー』が公開された。さらに2022年6月11日には、その続編となる劇場版『ドラゴンボール超 スーパーヒーロー』が公開された。

## ストーリー

### 破壊神ビルス編
（漫画：第1巻 / アニメ：第1話 - 第18話）

### フリーザ復活編
（漫画：未登場 / アニメ：第19話 - 第27話）

### 破壊神シャンパ編
（漫画：第1巻 - 第2巻 / アニメ：第28話 - 第46話）
第7宇宙の破壊神ビルスが住む星で孫悟空とベジータがウイスの下で修行をしていると、ビルスの双子の兄弟にして第6宇宙の破壊神シャンパが彼のお目付け役にしてウイスの姉でもあるヴァドスと共に現れる。ビルスとシャンパは各々が管理する宇宙のグルメ対決を行うが、シャンパは悟空たちが住む地球の食べ物の美味しさに驚愕する。ヴァドスが調べると第6宇宙にも以前は地球があったが、内紛で滅びていた。
地球が欲しいシャンパは自身が集めていた7つ揃えれば文字通りどんな願いであろうと1つだけ叶えられる「超（スーパー）ドラゴンボール」の6つを賭けてビルスには第7宇宙の地球を賭けさせての各々の宇宙から戦士を5人選抜しての団体格闘試合の開催を提案、ビルスもそれに同意する。第7宇宙選抜は孫悟空とベジータ、学者業で出場できなくなった孫悟飯の代理でピッコロ、サタンの願いを叶えてあげたいブウ、第7宇宙最強とビルスが推す謎の人物モナカで決定。「名前のない星」で開催されるシャンパの第6宇宙選抜5人の戦士との勝ち抜き形式の団体戦に臨む。
第6宇宙選抜はフリーザと同じ種族ながら慈善活動に取り組む英雄とされる拳闘士フロストや真面目なサイヤ人の少年戦士キャベなどで構成されていた。ブウの筆記試験落ちや正体は悪人であったフロストの反則行為がありつつも一進一退で試合は進んでいく。第6宇宙の大将を務める伝説の殺し屋であるヒットは「時とばし」なる能力を持ち、超サイヤ人ブルーのベジータすら容易く倒せるほどの実力者であった。悟空はこれまでの超サイヤ人では肉体への危険性から封印していた界王拳を超サイヤ人ブルー状態で使用して応戦するなど激闘を繰り広げ、ヒットと実力を認め合う。消耗した悟空は試合形式でない全力での再戦をヒットに約束させ勝ちを譲る。団体戦の結果は勝ちをくれた悟空への返礼にヒットが、正体はただの素人であったモナカにわざと負けたことで第7宇宙が勝利を収める。
その結果に納得がいかないシャンパは暴れ出しそうになるが、そこへ全12の宇宙の神々の頂点に立つ存在「全王」が現れる。勝手に大会を開いたことを注意に来た全王だったが、観戦するうちに面白さを感じ全12の宇宙からの選抜戦士を参加させての格闘大会の再開催を提案する。全王に恐れおののくビルスやシャンパに構わず、それを聞いた悟空は大喜びすると、その奔放さを全王に気に入られる。全王が帰った後、超ドラゴンボールの最後の1つは試合会場の「名前のない星」そのものであることが判明。ウイスが超神龍（スーパーシェンロン）を呼び出し、ビルスはある願いを叶えてもらう。その願いは「第6宇宙の地球の復活」であった。後にシャンパはビルスが恩を売っていたことをヴァドスから聞き、まんざらでもない様子で帰途に就いた。

### “未来”トランクス編
（漫画：第2巻 - 第5巻 / アニメ：第47話 - 第76話）
かつて悟空らと共に人造人間やセルと闘った未来世界のトランクスが、タイムマシンに乗り負傷した姿で悟空らの前に再び現れ、平和になった未来に、悟空と瓜二つの姿をした「ゴクウブラック」と呼ばれる戦士が現れ虐殺行為を繰り返し、抵抗軍のリーダーとなった未来のマイと共に闘い続けていることを告げる。悟空らは、第10宇宙の界王神ゴワスの下で修行中である界王神見習いのザマスがブラックと何らかの関わりがあることを突き止め、悟空とベジータはトランクスと共にタイムマシンで未来世界へ向かい、ゴクウブラックに闘いを挑むが、ブラックの同胞としてザマスが現れ、「超サイヤ人ロゼ」と化し、ザマスが不死身の肉体を得ていたことで、現代へ敗退する。元凶がザマスであることを聞いたビルスは、ゴワスを殺害しようとしていた現代のザマスを破壊し、その後タイムマシンで未来が平和になったか確認に向かった悟空たちだったが、ブラックもザマスも消えておらず戦闘となり応戦するも二度目の撤退を強いられる。
ゴクウブラックの正体は、ビルスに破壊されずにゴワスの殺害を成功させた、異なる歴史を歩んだ「もう一つの現代世界」のザマスであった。ビルスが現代のザマスを破壊しても、未来が救われるのは、あくまでその時間軸の世界だけでしかなく、歴史が分岐した並行世界には影響を与えなかった。「もう一つの現代世界」では、ザマスはゴワス殺害に成功した後、時間を往来することができる神具「時の指輪」を奪い、超ドラゴンボールの力で悟空と肉体を入れ替え「ゴクウブラック」となってから、未来トランクスの世界へ渡った。そこでもゴワスを殺害し、未来のザマスを仲間にする。超ドラゴンボールの力で、未来のザマスに不死身の肉体を与えた後、準備を整えたブラックと未来のザマスは、争うばかりで進歩しない人類を一掃した後に、新たな世界を築く「人間0計画」を完遂させようとしていた。
悟空はザマスの不死身対策に亀仙人から魔封波を伝授され、ベジータは更なる修行を積んだ上で、闘いを続けるトランクスを救うため未来へ向かい、三度目の決戦を挑み奮闘するが、ブラックとザマスは「ポタラ」を使って融合し、合体ザマスへと進化し悟空たちは追い詰められ、悟空とベジータもポタラを使いベジットとなり猛攻を畳み掛けるが、時間切れとなり2人に分離し、再び危機に貧した悟空らの前に、折れた剣の柄から気で刀身を形成したトランクスが割って入り、地球に生きる人々の願いと悟空らの力を集束していき、青色に光り輝く大剣となり、その大剣に思いを籠めてトランクスは合体ザマスを一刀両断にした。合体ザマスが消滅し安堵する悟空たちであったが、ザマスは自身の存在を霧状に変容させて全宇宙に拡散して未来世界そのものとなり、戦場にいた悟空たち以外の未来の住人らを全員消滅させ、為す術がない悟空たちだったが、以前に全王から友情の証として授けられた押せば全王を召喚できるスイッチを押し、未来世界の全王を召喚し惨状を目の当たりにした全王は、万物を消し去る力を行使してザマスを未来世界ごと消滅させた。一人残った未来の全王を悟空は現代世界に連れて帰り、現代の全王と友達になった。
トランクスとマイは、自身らの世界がなくなったが、ザマスらが虐殺を行う前の世界で生きることをウイスから提案され、それを受け入れる。トランクスとマイの出発の日。トランクスはマイと共にタイムマシンで新たな未来へと悟空たちに見守られながら旅立っていった。

### 宇宙サバイバル編
（漫画：第5巻 - 第9巻 / アニメ：第77話 - 第131話）
悟空は全王の元を訪ね、以前提案していた全宇宙の代表戦士たちによる武道大会をいつ開催するのか訪ねると、全王はそれに応えチーム対抗の武道大会「力の大会」の開催が決定する。力の大会の開催前に未来の全王が悟空たちの強さを知りたいという希望にそって、第7宇宙（悟空、悟飯、ブウ）と第9宇宙の代表戦士ベルガモら3名による全覧試合が行われた。そこで全王の側近である大神官から、宇宙の数が多すぎるため、全12の宇宙の内、各宇宙に住まう知的生命体の水準を示した「人間レベル」が芳しくない8つの宇宙で大会を執り行い、その中で一番強かった宇宙以外はすべて全王によって消滅させられるという大会の趣旨を聞かされる。本戦開始までの間、悟空と悟飯は最強の第7宇宙代表チームを結成すべくスカウトに回り、紆余曲折の末、10人の代表戦士（悟空、ベジータ、悟飯、ピッコロ、17号、18号、クリリン、天津飯、亀仙人、フリーザ）が決定した。
8つの宇宙の80名の戦士が入り乱れた「力の大会」が開催し大会序盤、第7宇宙は順調に勝ち進み、大会の中盤では、第11宇宙最強の戦士ジレンと悟空が戦うも歯が立たず最後の手段として悟空は、元気玉で対抗するが、その元気玉さえもジレンには通用せず、元気玉の爆発で悟空は消滅したかに思われたが、悟空は再び姿を見せる。その姿は瞳が銀に輝き、白いオーラでその身を包んでおり、再びジレンに挑む悟空はそれまでとは全く異なる動きでジレンと互角に渡り合う。その姿を見たビルスは「身勝手の極意」と呟く。その覚醒はすぐに解け、悟空は脱落こそしなかったもののジレンに敗北する。大会は後半戦に入り、第7宇宙はピッコロと18号が脱落しつつも、女サイヤ人のカリフラとケール、愛の戦士リブリアン、合体巨大戦士アニラーザといった数々の強敵たちを倒し、第6、第2、第4、第3宇宙を打ち破った。
大会は最終局面を迎え、武舞台の上には第7宇宙の戦士5名（悟空、ベジータ、悟飯、17号、フリーザ）と第11宇宙の三強（ジレン、トッポ、ディスポ）だけが残った。フリーザは悟飯の捨て身の作戦でディスポを脱落させ、トッポは破壊神候補としての力を解放しベジータに挑みかかり、苦戦するもベジータはトッポを倒した。闘いの中、ジレンの過去と強さへの執着心の理由が明かされる。仲間との信頼は無価値だと否定するジレンの気弾を相殺しようと悟空たちを守るために17号は自らを犠牲にし、フリーザもその攻撃に巻き込まれ舞台上から姿を消した。ベジータも自身の残りの気とプライドを悟空に託してジレンに敗れ脱落する。
望みを託された悟空だったが、ジレンの圧倒的な力に追い詰められるも、悟空は神すら到達することが困難な「身勝手の極意」を極める。完全な「身勝手の極意」の圧倒的な力を持つ悟空の猛攻によりジレンは倒れ敗北を認め、戦いは決着したかに見えた。だがその直後「身勝手の極意」を使った反動で逆に悟空が倒れる。ジレンは悟空を場外へと落下させるも、姿を眩ませていたフリーザに救われ悟空は脱落を逃れ、さらに命を落としたと思われていた17号も現れ、限界を超えて立ち上がった悟空と共に最後の戦いに挑み、17号、悟空、フリーザの共闘によってジレンは悟空とフリーザもろとも場外へ落ち、17号が武舞台に残り力の大会は第7宇宙の勝利によって決着した。
一人武舞台に残りMVPとなった17号は超ドラゴンボールで願いを叶える権利を手に入れ、17号は消えた他の宇宙を元に戻すように願い、全ての宇宙は元に戻った。実は全王は最初から宇宙を消す気はなく、最後まで勝ち残った選手なら他の宇宙を復活させようとするだけの“徳”を持ち合わせていることを予見して、この大会を開いたのであった。復活したジレンは仲間の大切さを理解し、悟空との再戦を願った。こうして全宇宙は一つも消滅することなく存続していくこととなった。

### ブロリー編
（漫画：未登場 / アニメ：劇場版）

### 銀河パトロール囚人編
（漫画：第9巻 - 第15巻）
1000万年前もの太古、宇宙を恐怖に陥れるも、大界王神が持つ「神力」によって敗北し投獄された凶悪犯「星喰いのモロ」が銀河刑務所を脱獄した。銀河パトロールのエリート隊員・メルスの要請を受けた悟空とベジータは、モロを捕らえるべく彼が向かった新ナメック星へと向かう。
モロの狙いはドラゴンボールで、ナメック星人を虐殺しながら7つ集めようとしていた。戦闘中にも星や生命のエネルギーを吸収し続け力を増していくモロを相手に、悟空とベジータは苦戦。そこへ休眠から目覚めた魔人ブウ（善）が救援に駆けつける。ブウの中に残っていた大界王神の意識も表層化し、その影響で戦闘力も上がったブウはトリッキーな戦法で善戦する。ピンチになったモロは、ドラゴンボールへの願いで全盛期のパワーを取り戻すと共に、銀河刑務所の囚人たちを解放してしまう。配下となった囚人たちはモロに力を分け与えられ、大幅なパワーアップを遂げる。ブウの身体を借りた大界王神は以前と同じく神力で決着を付けようとするが、神力は分離した魔人ブウ（純粋）と共に消滅していたため使えなくなっていた。劣勢となった悟空たちは撤退を余儀なくされる。モロは手下の囚人たちに次々と惑星を襲撃させた後、そのエネルギーを吸収し、さらに力を増していく。モロを止めるため、悟空は捉えようのない実力を持つメルスと、ベジータはこれまでと異なる強さを求めヤードラット星に向かい、そこで出会った長老・ピバラの下で修行を開始する。
そんな中、モロ配下の囚人たちが地球にも襲来。悟飯とピッコロらが迎え撃ち撃退寸前まで追い込む。だが囚人の内の一人、人工生命体「セブンスリー」はコピー能力を持っており、モロのエネルギー吸収能力までもをコピーしていた。モロの能力を発動されると為す術がなくなり悟飯たちは敗れる。しかし地球の戦士たちの予想外の強さと、悟空とベジータがまだ生きており修行を積んで力を増していることを知ったモロは、地球の戦士たちが力を増した万全な状態で集結した時に、まとめて地球ごと吸収すれば、より質の高いエネルギーを大量に味わえると、地球を後回しにするよう命令を下し、囚人たちは一時撤退する。悟空はメルスとの修行により「身勝手の極意」を任意で発動させるきっかけを掴み始め、修行も最終段階となった時、ウイスが現れる。メルスの正体はウイスの弟であり研修として下界に降りていた天使であった。天使の下界へのこれ以上の干渉はルール違反だと帰還を命じられ、メルスは悟空にモロ打倒の願いを託し、天界に帰っていった。
2ヵ月後、モロの囚人軍の地球再襲来の日。悟飯、ピッコロ、クリリン、天津飯、亀仙人、それに加えヤムチャと餃子も久々に実戦に復帰し、ジャコら銀河パトロール隊員らと囚人軍を迎え撃ち闘う。悟飯とピッコロはセブンスリーと再戦するが、コピー能力では対応できない連携技により圧倒する。窮地のセブンスリーは再びモロのエネルギー吸収能力を発動しようとするが、発動する前にエネルギー吸収が効かない人造人間17号と18号が参戦し、その発動を阻止した。地球の戦士たちの想定以上の反撃に苛立ったモロは、囚人軍の頭目を任せていたサガンボに過剰なまでのエネルギーを注ぎ込むと、サガンボは肉体の限界を超えた強制的なパワーアップを遂げ、悟飯や17号らですら苦戦を強いられる。
そこへ修行を終えた悟空が到着、サガンボを倒し、モロと決戦を開始する。悟空は修行の成果で任意に発動できるようになった「身勝手の極意“兆”」で挑む。修行の成果もあり、あらゆる技や奥義や力技などを駆使しながらモロを追い詰め手こずらせ、僅かに優勢だったが、数々の星を喰いつくしたモロも以前よりパワーアップしていたため、“兆”の状態では倒すことはできず、激戦の末、悟空は力を使い果たす。そこへ瞬間移動で修行を終えたベジータが現れる。ベジータと交戦するモロだったが、ベジータは「スピリットの強制分離」という新たな力を体得していた。ベジータの攻撃が決まる毎にモロがこれまで奪ってきたエネルギーが分離していき、モロは次第に退化していく。そこでモロは、全盛期状態のモロの力をコピーしていたセブンスリーを自身に取り込むことで、新たな姿へと進化を遂げた。
更なるパワーアップを遂げただけでなく、セブンスリーのコピー能力までも得たモロの前にベジータが敗れ、悟空や悟飯らも応戦するが全員が瀕死の状態にまで追いつめられる。そこに天界に帰ったはずの天使のメルスが現れる。メルスは下界の出来事に深く干渉すると天使は消滅してしまうことを自覚した上でモロと戦う。その間に悟空は回復のために駆け付けたデンデに回復してもらう。メルスは天使としての実力を使いモロを追い詰めると同時に、コピー能力を担うモロの身体の水晶部位の破壊に成功する。しかしメルスの身体は次第に透け始め、最期に自身が愛した銀河を守る意思を悟空に託し消滅する。
メルスの消滅と自身の不甲斐なさにより怒りがこみ上げるも、それを抑え冷静かつ落ち着いた表情でジャコに語りかける。今まで地球や宇宙の危機は自分だけでなく皆で守ってきたことに気付き、ジャコに銀河パトロールに入った理由を聞き、銀河を守りたいと悟空に話す。メルスと重ねるように今は自分も地球や宇宙を守りたいと語った。そして、メルスの消滅と引き換えに、遂に完全なる身勝手の極意を体得する。ジレンと戦ってた時よりも遥かに精度が増し、モロを瀕死状態まで追い詰める。瀕死状態のモロの命乞いに悟空は、ここからは地球人として戦うと覚悟を決めた姿勢を見せる。悟空はクリリンから仙豆を奪ってモロを全回復させ、モロは不意打ちで悟空を倒そうとするが、勝手に体が強度を上げる身勝手の極意の性質の前にダメージを受ける。そこでメルスの首を掴んでいた左腕を回収して身勝手の極意を使用可能にする。最初は悟空と互角に戦ったが、天使の力は他者のエネルギーを奪うことで力を得てきたモロに扱えるものではなく、次第に体が肥大化して悟空に押されていく。そこでモロは天使の力に体が耐久できるようにするために地球と同化する。モロが死ねば地球も消滅という危機を迎え、悟空にはどうしようもできなくなったが、ウイスにメルスがやったように額の水晶を壊せばいいとアドバイスを送られる。モロに水晶を隠されていったが、回復したベジータが駆け付けて水晶が浮き彫りになり、悟空は全ての力を拳に込めて突撃する。悟空はモロに掴まれ身勝手の極意が解けるが、大界王神がウーブに神力を送らせたことで悟空は身勝手の極意に戻り、モロの水晶部位を破壊。モロが死亡し地球は救われた。
後日、悟空、ベジータ、魔人ブウが銀河パトロール隊の表彰に呼ばれる。そこで界王神シンの懇願と大神官の計らいで、人間として転生したメルス・イカノイチャボッシと再会を果たした。

### 生残者グラノラ編
（漫画：第15巻 - 第20巻）
モロとの戦いが終わって平和な日々を取り戻した中、密かに再生して頭部が残っていたセブンスリーの残骸を何者かが回収した。セブンスリーが運び込まれた宇宙船をシリアル人の生き残り・グラノラが奪い、セブンスリーはヒータ軍に渡される。グラノラはナメック星人の生き残り、モナイトと共に山奥で暮らしていたが、グラノラが住んでいるシリアル星はかつてサイヤ人の襲撃で滅ぼされ、ヒータ軍が街を整備し直し、宇宙を彷徨っていたシュガ人に高く売ったことでシュガ人のものとなっていた。サイヤ人とフリーザ一味へ復讐しようとしているグラノラはシュガ人と暮らそうとしなかった。ある日、グラノラはシリアル星のドラゴンボールを2つ手に入れ、残り150年の寿命と引き換えに宇宙一の戦士になる力を手に入れる。悟空とベジータはそれぞれの修行を終え、地球でヒータ軍のマキ、オイルから宇宙一の戦士がシリアル星にいると聞かされ、シリアル星に向かい、グラノラと相まみえる。一方ヒータはフリーザに取って代わるため、シリアル星のドラゴンボールを手に入れようとしていた。
グラノラは手始めに悟空と戦い、ベジータは荒廃した町を調べる内に、かつて優れた赤い目を持つ種族が存在し、グラノラこそがかつてのサイヤ人によって滅ぼされたシリアル人で、マキたちに騙されたと突き止める。悟空は身勝手の極意でグラノラを圧倒したが、悟空が戦っていたのは分身であり、本物のグラノラが悟空の急所を突いてダウンさせる。そこにベジータが現れ、次はベジータと戦う。ベジータはグラノラとの戦いで成長していき、「我儘の極意」という形態に目覚める。ダメージを受けるごとに闘争本能で強くなっていったがグラノラを倒すに至らず、グラノラも左目も赤くするという潜在能力を引き出す。命懸けでベジータに止めを刺そうとしたグラノラだったが、グラノラの相棒、オートミル、モナイトに止められる。
モナイトはかつてシリアル星がフリーザ一味とサイヤ人に襲われた際に、サイヤ人の悟空の父のバーダックに助けられていたことを話す。バーダックはシリアル人の生き残りだったグラノラの母、ミューズリ、グラノラをモナイトに託す。ヒータのエレクがシリアル星のシリアル人とナメック星人を滅ぼし、シュガ人に高額で売却しようとしていることとフリーザを裏切ろうとしていることを密かに聞きだした。しかしグラノラがバーダックの姿に動揺して大きい声を出したことでヒータに見つかってしまい、ミューズリはエレクに銃殺される。バーダックはこの後、ヒータの3男のガスと交戦し勝利した。グラノラは今までヒータにいいように使われていたことに動揺した。一方ヒータはドラゴンボールを見つけて、ガスを宇宙一の戦士にするという願いを叶え、グラノラを追い詰める。ベジータが仙豆をグラノラに与え、一転してグラノラはガスを追い詰めたが、エレクはガスのブレスレットを外し、ガスの本能を解放させる。ガスはグラノラを追い詰めたが、本能を制御できずにいた。ベジータを痛めつけていたところで悟空に乱入されたが、かつてバーダックに敗れたことを思い出し、本能を制御して覚醒を果たす。エレクを倒すために飛び込んだグラノラを一瞬でKOさせると、ベジータから残りの気を与えられた悟空と交戦する。悟空は瞬間移動を連続で使用したことによってガスをシリアル星から引き離すことに成功し、モナイトの下で回復する。モナイトからかつてバーダックが残していったスカウターを渡される。壊れていたため、バーダックとガスの戦闘の音声記録を直接再生させることはできなかったが、オートミルが回路をアクセスしたことでスピーカーから再生させる。悟空とベジータはバーダックの闘いからサイヤ人の誇りを知ることになり、シリアル星に戻ってきたガスと交戦する。
当初は劣勢だったベジータはダメージを受けるほど進化を続ける我儘の極意により何度倒れてもその都度強くなって立ち上がり、次第にガスは押されるもののとうとうダメージが限界を超えてベジータは倒れる。しかしその様子から悟空は、感情を保ったまま自身が一番力を発揮できる身勝手の極意を見出し、ガスを追い詰める。すると今度はエレクがガスに「命を使い切る覚悟で戦え」と発破を掛け、精神的に追い詰めることでまたしても力を開放させるが、ガスの姿は老け込み、別人のように変貌していた。再び追い詰められる悟空だが、夢の中でバーダックの声を聴いていたグラノラは自身がするべきことに気付き、協力を申し出る。悟空とベジータが足止めしている間にグラノラは力を溜め、その膨大なエネルギーをオートミルの照準によってガスに命中させた。とうとうガスを倒し、能力を開花させたモナイトによって体力を回復してもらった悟空たちだったが、突然モナイトが光線に貫かれる。ガスは願いの代償…宛ら「宇宙一の呪い」でゾンビのような姿になってもまだ戦おうとしており、悟空たちの攻撃を受けて損傷しても構わず向かってきた。マキの静止も聞かずエレクはガスを戦わせようとするが、そこでガスは自身の寿命が尽きかけていると知って動揺する。しかしそこに突然フリーザが現れ、ガスを一撃で殺害。エレクの野望も40年前から知っていたことを告げ、そのままエレクも瞬殺する。フリーザは侵攻した惑星で「精神と時の部屋」のような場所を見つけ、10年分のトレーニングを積んでいたのだ。グラノラやガスが宇宙一の強さを願った時も異次元にいて対象外になっていたという。そして新たな形態ブラックフリーザへと変身し、悟空とベジータを圧倒する。しかし今回の目的は悟空たちではないとしてとどめは刺さず去り、残されたマキとオイルはフリーザ軍の厨房係とウェイターとして雇われることになった。その後、ウイスによってモナイトは回復。グラノラは悟空にビルス星へ誘われるも、シリアル星をドラゴンボールで元に戻すために断る。モナイトもそれを最後にドラゴンボールの封印を決意し、悟空にバーダックのスカウターを渡した。

### スーパーヒーロー編
（漫画：第20巻 - 第24巻/ アニメ：劇場版）

#### 前日談
ビルス星に戻った悟空とベジータは打倒フリーザを目指して再び修行に励んでいた。一方、地球の西の都ではトランクスと悟天がブルーハルハイクスールに通う傍ら、謎のヒーローサイヤマンX1とサイヤマンX2に扮して悪と戦うという、かつての悟飯がやっていたようなヒーロー活動を行っていた。そんな中、マイに相変わらず想いを寄せるトランクスは彼女を映画に誘うものの、ピラフたちはお手伝いロボットのリコールの対応に追われて全く休めない状態だった。噂によると夜な夜な誰かがロボットを改造しているらしく、それを解決すればリコールも無くなり、マイをデートに誘えると考えたトランクスは調査に乗り出す。そして怪しい男を追ってバタフライ山の廃墟に向かうと、そこではシステムを書き換えられたロボットが怪しい男たちと寿司のパックを作っていた。同時に、トランクスの同級生であるコンパスやルーラたちが肝試しに来ており、怪しい男に捕まっていた。トランクスはやむなくサイヤマンX1に変身して男たちを倒し、同級生に正体がバレそうになったものの悟天の機転で事なきを得た。犯人の正体は分からなかったが金庫から「Dr.GERO」と書かれたディスクを発見して持ち帰る。しかし肝心のロボットも壊してしまったためにマイたちは今度は修理対応に追われてしまい、結局デートはできなかった。一方、トランクスたちが去った後、戻ってきた首謀者ドクター・ヘドは自分が死体を改造して作ったアルファシリーズが全滅したことと、ディスクが奪われたことに愕然とする。
トランクスはディスクの解析をするが、謎の生物の設計図であることしか判らなかった。丁度その頃、マイがトランクスの学校に編入する。外見上はトランクスと同年代に見えるマイが学校に通わず働いている点について近所の疑いの目を避けるためだった。学校へ行くともう一人、ベーターという少年も転入してきた。トランクスと渡り合う運動能力の持ち主だが、その正体はディスク奪還を目論むヘドが送り込んだ人造人間・ベータ1号だった。首の継ぎ接ぎから正体に気付いたマイはトランクスにそれを教える。ベータ1号はトランクスを犯人と睨んで様々な攻撃を仕掛けるも、悟天がつい力を使ったことから彼が犯人だと思い込んで正体を現した。トランクスと悟天はサイヤマンX1、X2に変身してこれを撃退する。しかし戦いに巻き込まれたマイはサイヤマンX1に助けられた際、未来トランクスへの忘れかけていた恋心を思い出す。正体を明かせないトランクスには複雑な気持ちが去来するのだった。
その後、ブルーハルハイスクールで開催されるダンスパーティーに突如、マイがトランクスを誘う。舞い上がるトランクスだが、実はマイは黒幕のヘドの存在を調べ、彼がパーティーに来るというヒーロー・クリーンゴッドの大ファンであることを突き止めており、パーティーにヘドが現れた所を捕まえようと画策していたのだった。当日、甲冑のドレスで武装したマイと共にトランクスはパーティーに行き、案の定来ていたヘドと互いの正体も知らず意気投合する。しかし直後、マイが情報提供していたクリリン率いる警官隊が突入し、ヘドはディスクを奪い返して逃走する。サイヤマンの正体に気付いていたマイに鼓舞されたトランクスは、ヘドを捕まえたら彼女とデートするという約束を取り付けて追跡に移る。悟天、クリリンと共にヘドのアジトに乗り込み、ヘドの造った人造恐竜に苦戦するも何とか撃破する。しかしヘドが取り返したディスクにはクリーンゴッドとの記念写真が入っていただけだった。ディスクはヘドが内容を頭に叩き込んでいたために既に破棄されており、彼はただケースに入れていた写真を取り戻そうとしたのだった。その後、ヘドは逮捕されるが彼が蘇生させたゾンビの家族の希望により減刑され、「霊安室から死体を盗み出してコンビニで働かせた罪」のみが問われて禁固3ヶ月の判決を受ける。しかし彼は最強の人造人間の開発を全く諦めていなかった。

#### 後日談
悟飯らの活躍でセルマックスは倒され、新生レッドリボン軍は壊滅した。しかし総帥マゼンタの側近カーマインは生き延びており、組織の再建を諦めていなかった。銀行強盗を容易く撃退したサイヤマンX1とX2に遭遇したカーマインは、彼らを言葉巧みに誘導して悟飯と戦わせようと目論み、すっかり騙された悟天とトランクスは彼の語る「悪者」の元へ向かう。一方、ビルス星ではベジータとブロリーが手合わせしていたが、未だ怒りをコントロールできず自分の意志で超サイヤ人になれないブロリーは真の力を発揮させられずにいた。そんな中でセルマックスの一件を知った悟空は悟飯の強さに関心を抱く。
悟天とトランクスはカーマインに連れられて「悪者」の家に行くがそこは悟飯の家だった。カーマインの姿を見た悟飯はすぐさま孫悟飯ビーストに変身して臨戦体制に入る。悟天とトランクスは動揺し、二人に気付いた悟飯は問い詰めようとするが、そこに悟飯の凄まじい気を感じ取った悟空が瞬間移動してきた。悟空は悟飯の技を見るべく試合を提案し、3人を連れてビルス星へ移動する。まずはベジータの提案で悟天とトランクスが悟飯と戦い、善戦するもアルティメット悟飯に対抗するべくフュージョンしようとして失敗し、敗北。いよいよ身勝手の極意対ビーストの戦いが始まった。
ピッコロから気のコントロールを教わり、修行によってビーストの力を物にしていた悟飯は悟空相手に互角の戦いを繰り広げるも、やがて身勝手の極意の真価を引き出した悟空が優勢になる。それに対し、悟飯は新たに編み出した「キレそうになる直前まで気を溜めてコントロールする」という方法で戦い、身勝手の極意状態の悟空に一撃を当てることに成功する。悟空は悟飯の強さは十分判ったとして手合わせを中断し、その様子を見て興奮していたブロリーと戦わせる。ビーストの強さに押されたブロリーはまたしても力を爆発させるが、悟飯のやり方からヒントを得て今度は自我を保ったまま超サイヤ人へと変身したのだった。しかし二人の戦いにとうとう我慢の限界となったベジータは強引にブロリーと交代して悟飯と戦い、余ったブロリーは悟天とトランクスの二人と戦うことに。見かねた悟空も参戦し、結局その場のサイヤ人全員の乱戦となり、6人は体力の限界まで戦うのだった。
満足した一行はレモに食事を振る舞われ、地球へと帰還する。丁度、ピッコロがパンを迎えに行く時間だったが、悟空は孫のパンを一瞬忘れるという失態を犯し、罰として迎えに同行させられる。そしてカーマインはレッドリボン軍再建を諦めて真面目に働くべく去って行った。

## 歴史
- 2015年4月28日、テレビアニメ化の発表[10]。
- 2015年6月20日、Vジャンプ2015年8月号から、とよたろうによる漫画版の連載開始[4]。
- 2015年7月5日、テレビアニメ放送開始。
- 2016年3月12日、イベント『ドラゴンボール超修業チャレンジ！』が開催[11]。以降、全国各地で同イベントが開催されている。
- 2016年4月4日、単行本第1巻が刊行。
- 2016年8月26日、香港・文化傳信社より、単行本の出版開始[12]。
- 2016年10月25日、台湾・東立出版社より、単行本の出版開始[13]。
- 2016年12月8日、韓国・ソウル文化社より、単行本の出版開始[14]。
- 2017年4月5日、フランス・グレナ社より、単行本の出版開始[15]。
- 2017年4月26日、イタリア・スターコミック社より、単行本の出版開始[16]。
- 2017年5月2日、アメリカ・ビズメディア社より、単行本の出版開始[17]。
- 2017年5月2日、カナダ・ビズメディア社より、単行本の出版開始[18]。
- 2017年5月2日、ドイツ・カールセン社より、単行本の出版開始[19]。
- 2017年5月18日、イギリス・ビズメディア社より、単行本の出版開始[20]。
- 2017年5月29日、インド・ビズメディア社より、単行本の出版開始[21]。
- 2017年6月10日、オーストラリア・ビズメディア社より、単行本の出版開始[22]。
- 2017年6月10日、ニュージーランド・ビズメディア社より、単行本の出版開始[22]。
- 2017年7月23日、テレビアニメ100話に到達。
- 2017年10月17日、スペイン・プラネタ・デアゴスティーニ社より、単行本の出版開始[23]。
- 2017年10月17日、カタルーニャ州・プラネタ・デアゴスティーニ社より、カタルーニャ語版の単行本の出版開始[24]。
- 2017年12月7日、アルゼンチン・Ivrea社より、単行本の出版開始[25]。
- 2018年2月、ポーランド・J.P.FANTASTICA社より、単行本の出版開始[26]。
- 2018年3月25日、テレビアニメ放送終了[27]。
- 2018年4月、タイ・NED Club社より、単行本の出版開始[28]。
- 2018年8月、ブラジル・パニーニ社より、単行本の出版開始[29]。
- 2018年10月5日、ベトナム・キムドン社より、単行本の出版開始[30]。
- 2018年11月、メキシコ・パニーニ社より、単行本の出版開始[31]。
- 2018年12月14日、劇場版『ドラゴンボール超 ブロリー』公開。
- 2019年2月20日、インドネシア・Elex Media社より、単行本の出版開始[32]。
- 2022年4月、コロンビア・パニーニ社より、単行本の出版開始[33]。
- 2022年6月11日、劇場版『ドラゴンボール超 スーパーヒーロー』公開[34]。
- 2023年4月7日、ノルウェー・アウトランド社より、単行本の出版開始[35]。
- 2023年12月21日、Vジャンプ2024年2月特大号で漫画版の連載が100話に到達[36]。

## 制作

### 構成・演出
本作品（以下、テレビシリーズ）の発表は、2015年4月28日に行なわれた劇場版『ドラゴンボールZ 復活の「F」』の舞台挨拶にて、テレビシリーズの制作が発表された。
本作品の物語は、原作者の鳥山明によると「魔人ブウ編の完全なる続き」に当たり、原作の最終決戦にて、孫悟空が魔人ブウとの闘いに決着を付け、平和を取り戻した後の物語を新たに描かれている。
鳥山によるストーリー原案は、テキスト（文章）形式で制作スタッフに届けられ、その全体のあらすじが書かれた鳥山のストーリー原案を、脚本家がテレビシリーズアニメ用に膨らましての付け足しや変更を行うことで、テレビシリーズ1話分ずつの内容にまとめるといった工程で制作されている。「“未来”トランクス編」は、鳥山明が編集部の案から着想を得てストーリーを構築。そのストーリー原案を基にして、脚本家らがテレビシリーズアニメ用の脚本に仕上げている。テレビシリーズ用に完成した脚本は、シリーズ開始時点では鳥山自身もまだ確認しておらず「いっしょにドキドキしましょう（笑）!!」とコメントを寄せている。
鳥山が自らストーリー原案を手がけた内容は以下の通り。
- 劇場版アニメ2作品『神と神』と『復活の「F」』を原作に用いて、各1クール分ほどのテレビシリーズアニメとして再構成・再制作した「破壊神ビルス編[注釈 5]」と「フリーザ復活編[注釈 6]」。
- 本作品のキーアイテムでもある「超（スーパー）ドラゴンボール」を賭けて、第6宇宙の破壊神選抜との格闘試合を描く「破壊神シャンパ編[注釈 7]」。
- 未来のトランクスの世界に現れた新たなる脅威・ゴクウブラックとザマスとの闘いを描く「“未来”トランクス編」[40]。
- 8つの宇宙の代表戦士たちが自身らの宇宙の存亡を賭けて闘う「力の大会」を描く「宇宙サバイバル編」。
- 前章で復活したフリーザが地球に連れてきたサイヤ人・ブロリーとの闘いを描く「劇場版ドラゴンボール超 ブロリー」。
- 悟空とベジータ不在の地球にて悟飯とピッコロの新生レッドリボン軍との闘いを描く「劇場版ドラゴンボール超 スーパーヒーロー」

また、TVアニメ版の長編エピソードの合間には、1話完結のエピソードや前後編のエピソードが挿入されている。第43話と第69話では、本作品と同じく鳥山明原作の漫画『Dr.スランプ』の登場人物である則巻アラレなどが登場した。
過去の回想シーンでは、『Z』および『改』の映像の流用と、新規作画・新録音声が混在している。顕著な例として、未来のトランクスが師匠悟飯と今生の別れとなる回想シーンは、原作の外伝『TRUNKS THE STORY -たったひとりの戦士-』に準拠したものではなく、アニメ『Z』のTVスペシャル『絶望への反抗!!残された超戦士・悟飯とトランクス』での描写に準じ、なおかつ作画・音声ともに新規に制作されたものとなっている。2016年8月27日に『土曜プレミアム』枠にて放送された映画『ドラゴンボールZ 復活の「F」』“未来”トランクス特別編においても、本編前後に挿入される“未来”トランクスからの視点によるフリーザの歴代シーンは『Z』および『改』のフリーザ編での描写に準じていた。

### 作画・色彩
「宇宙サバイバル編」でもメインとなるストーリーやキャラクターは鳥山の原案が基になっており、アニメスタッフによりディティールアップが加えられている。また「宇宙サバイバル編」以前から、初期の『ドラゴンボール超』よりも映像クオリティの向上が考えられており、2017年10月18日放送の1時間スペシャルはスタッフを投入しコストもかけ、計画的に作り上げられている。ラスト2話はシリーズディレクターの中村亮太と総演出の石谷恵により3か月ほどかけて絵コンテが描き込まれた。シリーズディレクターだった長峯達也は劇場版『ドラゴンボール超 ブロリー』の監督に専念するために途中降板し、共同でシリーズディレクターを務めていた中村亮太に後を任せていたが、長峯は中村らスタッフを高評価しており「宇宙サバイバル編は鳥山が気合いを入れて作った話ということもあり、スタッフ一同が作品をつくる喜びを感じ最終回に向かってテンションが上がっていき、本来は3500から4000枚位の動画枚数でTVアニメ1本を作るところを最終話は倍ぐらい使った」と明かしている。動画枚数は本来、制作費オーバーに直結するため厳しく管理しなければならず、シリーズディレクターの中村亮太はそのことを叱られたというが、それを聞いた長峯は「枚数を使うのも才能」と評している。

### 音楽
劇伴は前述の劇場版2作品と『改』の「魔人ブウ編」に引き続き住友紀人が担当しており、『改』の劇伴も一部流用している。あらすじでは『Z』主題歌の「CHA-LA HEAD-CHA-LA」のインストゥルメンタルバージョンが使用されているが、“未来”トランクス編での前回のあらすじと次回予告のBGMはオリジナルのものを使用していた。第113話以降はオープニングに入る前に『ティーザー的なダイジェスト場面』が挿入され悟空の声で見所を簡単に説明する場面が入るようになり、それに伴い次回予告も短縮された。
『改』ではオープニングの前にアバンタイトルを置き、そこで前回のあらすじを紹介していたが、本作品では以前のシリーズと同様にオープニングから始まり、CMを挟んだ後あらすじ→タイトルコールの流れに戻っている。

### 漫画版
テレビシリーズの放送開始に先駆けて、漫画版の連載が『Vジャンプ』2015年8月号より開始されている。ストーリー原案はテレビシリーズと同じく鳥山明で、作画は同誌にてゲーム連動漫画『ドラゴンボールヒーローズ』や、映画『復活の「F」』のコミカライズを手がけていたとよたろうが担当。
物語の大まかな内容はテレビシリーズと同じで、テレビシリーズと違い月刊誌での月一回の連載のため、全体的に短縮されているが、テレビシリーズにはない場面や独自の描写がなされていたりと、相互に補完する関係性となっている。ストーリー原案を務める鳥山明のプロットを基に、とよたろうがそれを膨らませて描き、出来上がったネームを鳥山が毎話チェックしている。鳥山はとよたろうからアドバイスを求められた際には「このままで大満足」と答えるも、「厳しめにお願いします！」と再度助言を求められ「本当にないけど、あえて言うならば、いろんなアングルから見る構図を多用できれば、より完璧になると思います。あとは、とよたろう先生のオリジナルが入ってくると凄いことになると思います」と助言している。作画のとよたろうは「原作として頂くのはテキストなので、読者からこれは『ドラゴンボール』じゃないと言われないよう、常に鳥山先生の漫画をかたわらに置いて描くようにしています。また、想像力を膨らませて、オリジナルの動きや、色々な表情を描けたら…とも思っています」と意気込んでいる。鳥山明は「アニメでも何でもそうなんですが、僕は監修すると必ずどこか気になる所が出てきて、その時は必ず直しを言うようにしてます。でも、とよたろう先生のネームは安心して見ていられるから、OKとすぐ返事ができて助かります」「絵が似ている人はいるかもしれないけど、とよたろう先生みたいにお話としてもっていける作家はなかなかいないし、ネームがしっかり描けているのが素晴らしい」と賞賛しており、テレビシリーズも漫画版のコマを参考にしている。
新たなシリーズ開始の発端となった悟空と破壊神ビルスとの出会いでもある、映画『神と神』を原作とした「破壊神ビルス編」は描かれたが、その次のシリーズである映画『復活の「F」』を原作とした「フリーザ復活編」はその事件の顛末が解説で語られたのみで省略されている。また、連載開始時の「破壊神ビルス編」は劇場版『神と神』のダイジェストのような内容であったが、本作品からの完全新規エピソードである「破壊神シャンパ編」が始まって以降は、物語の内容も本格的に詳細に描かれている。ページ数も当初は1話分につき約20ページほどだったが、徐々に増えていき「“未来”トランクス編」が始まる頃からは1話につき約40ページほどになっている。
『Vジャンプ』2023年2月号（其之八十八話）からは「スーパーヒーロー編」がスタート。時系列は劇場版『スーパーヒーロー』よりも前から始まり、悟天とトランクスを主役とした前日譚を経て劇場版のストーリーへと繋がり、本格スタートした。
漫画版のエピソードの詳細はエピソードの項目を参照。
単行本第1巻巻末には『TVアニメーション ドラゴンボール超 超スタートガイド』と『ジャンプビクトリーカーニバル2015 公式ガイドブック』に掲載された特別漫画、単行本第2巻巻末には『ジャンプビクトリーカーニバル2016 公式ガイドブック』に掲載された特別漫画、単行本第8巻巻末には『ジャンプビクトリーカーニバル2018 公式ガイドブック』に掲載された特別漫画が収録されている。また、第1巻の113頁（「名前のない星」のシーン）や143頁と144頁（宇宙歌斉唱シーン）、第3巻の34頁や41頁（ザマス初登場シーン）など、鳥山明によって訂正され、鳥山自らネームを描いたページもある。

#### 漫画版との相違点
「破壊神シャンパ編」以降は、劇場版を原作としない本作品のみのオリジナルストーリーだが、鳥山明によるストーリー原案はテキスト（文章）形式で制作スタッフに届けられる。そのストーリー原案を基にして、テレビシリーズと漫画版それぞれのスタッフが同時進行で作品を制作しているため、大筋の物語の展開は同一だが、週1回のテレビシリーズと月刊誌連載の漫画という各々の発表形式に合わせての表現方法の違いや物語の展開、ストーリー原案のテキスト内容の解釈の差異から、テレビシリーズと漫画版では背景描写や登場人物の台詞や口調、どちらか一方のみにしかない場面があるなど、相互に補完する関係性となっているが全てが当てはまるわけではない。
一例を挙げると、ウイスの下での修行中、悟空とベジータが超サイヤ人の新たな形態「超サイヤ人ゴッド超サイヤ人」という名称が長く呼称しづらそうなのを見かねて、ウイスが「超サイヤ人ブルー」という略称の使用を提案する場面が漫画版にのみ存在し、テレビシリーズではカットされていた。漫画版でのこのやり取りの後に当たる第6・第7宇宙破壊神選抜格闘試合の際には、テレビシリーズでも悟空らがこの略称を使用するようになっていた。
主な相違点を以下に挙げる。
相違点（破壊神ビルス編）
- ビルスの目を盗んで超ドラゴンボールを探していたシャンパとヴァドスが界王神たちと接触。超ドラゴンボールを発見した現フリーザ軍の重鎮であるガラナを破壊している。
- ビルスとの戦闘中に超サイヤ人ゴッドが解除されず、ビルスの最後の攻撃を相殺した直後にウイスが仲裁に入り「今回は引き分け」として地球破壊を免れる。また、悟空が超サイヤ人ゴッドのパワーを吸収したと言及されていない。

相違点（フリーザ復活編）
- シャンパがソルベの部下・ガラナを殺害したことがフリーザ復活に間接的に影響している。
- 『超』の本連載時には「フリーザ復活編」はその事件の顛末が解説で語られたのみで省略されている。

相違点（破壊神シャンパ編）
- テレビシリーズでは悟空がヒットとの戦闘終盤、超サイヤ人ブルー状態での界王拳を使用したが、漫画版では使用していない。その分、超サイヤ人ブルーそのものが、短時間限定の特別なパワーアップである側面が強調されている。
- 悟空が超サイヤ人ゴッドへ変身すると、ヒットの「時とばし」は0.1秒より短い時間しか効果がなかった。これは「ヒットと悟空のパワーに差がつきすぎたのが原因」「ああいった特殊能力はある程度同じレベル以下の相手にしか通用しない」とウイスの説明があった[55]。また、超サイヤ人ブルー状態のベジータにヒットの時とばしが通用した理由として「本来の超サイヤ人ブルーの10分の1の力も出せていませんでした。ブルーは何度も変身できるものではありません。それだけ体力の消耗が激しい変身なんです」とウイスが語っている[55]。

相違点（“未来”トランクス編）
- 悟空の道着がアニメ版と異なり、左胸と背中に「悟」の文字がない道着となっている。
- 漫画版では、未来トランクスが過去に旅立つ前に、行き先がなぜ「17年前」なのかが説明されており、「並行世界の過去に行く[56]」、「以前に使ったままなんだ、設定を変えるとおそらく同じ世界には行けなくなる[56][注釈 9]」と語られている。
- なぜザマス（ゴクウブラック）が未来のトランクスの世界を計画遂行のターゲットとしたのかの理由として、バビディとダーブラとの闘いで第7宇宙の界王神が戦死した影響を受け、第7宇宙の破壊神ビルスも連動して消滅してしまったことと、孫悟空は心臓病で、ベジータら地球の戦士たちも人造人間との闘いですでに死亡しているため、計画が円滑に進めやすいと判断したことが描写されている。
- 界王神の持つ道具・時の指輪についての説明が明確にされている。時の指輪は複数あり、それぞれが平行世界に対応している。使うとその平行世界およびその世界の未来にも行ける他、現代に戻ることもできるが、タイムマシンとは違い過去に遡ることはできない。これはゴワス曰く、新たな平行世界が出来てしまうためとのこと。ゴクウブラックはこの道具を使うことで未来トランクスの世界に来ることができた。

相違点（宇宙サバイバル編）
- 免除宇宙の決定方法が異なる。テレビシリーズでは人間レベル7以上という基準によって結果的に4つの宇宙が免除となったが、漫画版では全王がまず残す宇宙は4つと免除数を決めている。
- ジレンの願いが魔物に殺された師ギッチンを生き返らせることであることが判明。なお魔物に殺された者はガイド天使の力でも生き返らせることは不可能であり、そのために超ドラゴンボールに頼ろうとしていた。
- 漫画版では大会終了後の様子が描かれており、悟空はテレビシリーズと異なり、17号の強さに驚いていた[58]。
- 漫画版では、モンスター島に棲息するセルジュニアとそっくりな容姿と同等の戦闘力のモンスター「偽セルジュニア」が登場。戦闘力を大きく上げた17号の強さの理由が説明された[59]が、テレビシリーズでもそうであるかどうかについては言及されていない。

相違点（スーパーヒーロー編）
- 映画本編の前日譚として、ブルーハルハイスクールに通うトランクスと悟天のエピソードが3話に渡って描かれる。このエピソードの中で、映画では詳しく語られなかったDr.ヘドが逮捕される経緯が詳細に明かされる。
- トランクスはサイヤマンX1、悟天はサイヤマンX2というヒーローに扮して悪と戦っており、ガンマ1号と2号のデザインや彼らが特徴的なポーズを取っていたのはサイヤマンX1、X2の影響だったことが語られる。
- トランクスと悟天はセルマックスとの戦いでもサイヤマンX1、X2に変身し、ガンマ1号、2号と共闘している。映画での活躍の他、悟飯が魔貫光殺砲を放つシーンでもセルマックスに攻撃を仕掛けて隙を作り、勝利に貢献した。
- パンは舞空術を会得した後、ピッコロが落とした最後の仙豆を回収して悟飯に渡す活躍シーンが追加されている。
- セルマックス打倒後は悟空と悟飯が共に最強状態で手合わせをする後日談が描かれる。また、カーマインと他の新生レッドリボン軍兵士が生き残っていることが明かされ、後日談エピソードへと繋がる。

## 登場人物
ここでは、主人公と『ドラゴンボール超』においての主要人物を紹介する。
孫悟空、孫悟飯、孫悟天
声 - 野沢雅子
ベジータ
声 - 堀川りょう
ブルマ
声 - 鶴ひろみ
トランクス
声 - 草尾毅
ピッコロ
声 - 古川登志夫
ミスター・サタン
声 - 石塚運昇
魔人ブウ
声 - 塩屋浩三
ビルス
声 - 山寺宏一
ウイス
声 - 森田成一
ジャコ
声 - 花江夏樹
フリーザ
声 - 中尾隆聖
シャンパ
声 - 岩田光央
ヴァドス
声 - 山口由里子
ヒット
声 - 山路和弘
全王
声 - こおろぎさとみ
ゴクウブラック
声 - 野沢雅子
ザマス
声 - 三木眞一郎
ゴワス
声 - 後藤哲夫
ジレン
声 - 花輪英司
以下の個別記事も参照。
『ドラゴンボールZ 神と神』
『ドラゴンボールZ 復活の「F」』
ドラゴンボールのアニメオリジナルの登場人物

## 評価

### 日本
アニメ！アニメ！が毎週集計し、ランキングとして発表してる「ビデオマーケット週間視聴ランキング」では、2017年5月1日から7日付けのランキングと5月8日から14日付けのランキングで2週続けて本作品が1位となった。

### 海外人気

#### 北米
アメリカ合衆国
アメリカでは、2017年1月7日からカートゥーン ネットワーク・アダルトスイムの時間帯に放送が開始され、第1話目の放送には106万人以上の視聴者を集めた。

#### ヨーロッパ
ヨーロッパでは、2016年12月にイタリアでの放送を機にヨーロッパ各地で放送が開始されており、各国で記録的な視聴率を記録している。東映アニメーションヨーロッパ社長の高地隆司は、「ドラゴンボールの不朽の人気は、ヨーロッパ全土での視聴率の成功に完全に表れています。」、「ドラゴンボールは単なるテレビシリーズではありません。ほぼ3世代にわたるファンに愛されてきた文化的定番です。最新作のドラゴンボール超がその称賛される伝統を引き継いでいることを誇りに思います。」とコメントした。
 イタリア
イタリアでは、2016年12月23日にイタリア1で放送開始し、最初の1か月で4歳から14歳までの男児の平均視聴率15.1%、8歳から14歳までの男児の平均視聴率20.5%に達し、2017年1月10日には4歳から14歳までの男児の視聴率25.7%、8歳から14歳までの男児の視聴率37.5%を記録した。本作品は合計で平均視聴者数132万人に達し、2017年1月5日には193万1000人に達した。本作品はイタリアでの拡大を続け、2017年後半にはイタリア2でも放送予定である。
 フランス
フランスでは、2017年1月17日にToonamiでの放送開始以来、全国規模の屋外キャンペーンを含む大規模な宣伝活動を展開し、Toonamiの看板番組として歓迎されている。
 スペイン
スペインでは、2017年2月20日にBOING局で放送開始され、2017年4月時点で4歳から12歳の子供向け番組のトップに立っている。4歳以上の視聴者からも1.2%のシェアと231,000人の視聴者を獲得し、好成績を収めた。
 ポルトガル
ポルトガルでは、無料の総合チャンネルSICで本作品が初放送され、何度も1位を獲得するなど成功を収めている。

#### 中南米
悟空とジレンの「力の大会」でのラストバトルを描いた第130話・131話の回がメキシコ、エルサルバドル、ボリビア、エクアドル、ニカラグア、ブラジル、チリ、アルゼンチンなどのラテンアメリカ諸国で、広場や、イベント会場に設置されたスクリーンで流され、各国で数千人から数万人の視聴者が集まるほどの盛り上がりとなった。

### 売上
本作の漫画版の累計発行部数は2019年5月時点で510万部を記録している。
2018年12月14日公開の『ドラゴンボール超 ブロリー』はアメリカで『劇場版ポケットモンスター ミュウツーの逆襲』以来となるデイリーボックスオフィス1位を獲得し、ペルー、ブラジル、チリでは当時の日本アニメ映画の歴代オープニング興収を記録するなど最終的には全世界で135億円を越える興行収入を記録した。
さらに2022年6月11日公開の続編『ドラゴンボール超 スーパーヒーロー』も全世界の興行収入が約138億円を記録した。

### 受賞・ノミネート
第3回クランチロール・アニメアワード
- 最優秀継続シリーズ：ドラゴンボール超（受賞）[71]

## スタッフ
| 原作 原案 キャラクター原案    | 鳥山明 |
| プロデューサー                | 野崎理（第1話 - 第53話）、橋爪駿輝（第50話 - 第131話）（フジテレビ） 佐川直子（読売広告社） 木戸睦（第1話 - 第83話）、寺本知資（第26話 - 第46話）、高見暁（第37話 - 第131話）、櫻田博之（第77話 - 最終話）（東映アニメーション） |
| 企画                          | 情野誠人（フジテレビ）、渡辺和哉（読売広告社）、森下孝三（東映アニメーション）、Vジャンプ編集部（協力） |
| キャラクターデザイン 作画監修 | 山室直儀、とよたろう（キャラクター原案協力、第93話 - 第131話） |
| シリーズディレクター          | 地岡公俊（第1話 - 第46話）、畑野森生（第33話 - 第76話）、羽多野浩平（第68話 - 第76話）、長峯達也・中村亮太（第77話 - 第131話）                                                                                                   |
| 製作担当                      | 末竹憲（第1話 - 第108話）、稲垣哲雄（第89話 - 第131話）、小林克規（第109話 - 第131話） |
| 美術デザイン                  | 行信三 |
| 色彩設計                      | 堀田哲平（第1話 - 第46話）、加藤良高（第47話 - 第131話） |
| 音楽                          | 住友紀人 |
| 音響監督                      | 本田保則（第1話 - 第76話） |
| 編集                          | 西村英一、向井咲子（助手、第60話 - 最終話） |
| 録音                          | 伊東光晴、新垣未希（タバック）、新垣未希、阿部智佳子（助手） |
| 選曲                          | 佐藤恭野（第77話 - 第131話） |
| 効果                          | 西村睦弘（フィズサウンドクリエイション→JetSoundEngine） |
| 記録                          | 沢井尚子 |
| アシスタントプロデューサー    | 出樋昌稔（第1話 - 第25話）（フジテレビ）、静美保（第1話 - 第108話）（読売広告社）、石川啓（第42話 - 第46話）（東映アニメーション）                                                                                               |
| 音響製作                      | タバック |
| 録音スタジオ                  | タバック（第1話 - 第11話）、サウンドイン（第12話 - 最終話）、東映デジタルセンター |
| オンライン編集                | 東映デジタルラボ |
| 音楽協力                      | 東映アニメーション音楽出版 フジパシフィックミュージック 日本コロムビア（ノンクレジット） JVCケンウッド・ビクターエンタテインメント（ノンクレジット）                                                                             |
| 制作                          | フジテレビ、読売広告社、東映アニメーション、東映（協力、第1話 - 第108話） |

## 各話リスト
- 特番などによる放送の休止・内容・日時・時間変更は以下の通り。
  - 2015年7月26日…『FNS27時間テレビ めちゃ2ピンチってるッ! 1億2500万人の本気になれなきゃテレビじゃないじゃ〜ん!!』放送のため休止。
  - 2015年8月30日、2016年8月28日、2017年8月27日…北海道文化放送のみ「北海道マラソン」放送のため、同日に限りフジテレビでの放送時間より180分繰り下げの上、12時 - 12時30分の遅れネットで放送。
  - 2016年1月3日…年始特番編成（地域によって異なり、フジテレビと一部系列局では『新春ドラマスペシャル「もう誘拐なんてしない」』を再放送）のため休止。
  - 2016年3月13日…『名古屋ウィメンズマラソン2016』中継のため休止。
  - 2016年7月24日…『FNS27時間テレビフェスティバル!』放送のため休止。
  - 2016年8月14日…『リオデジャネイロオリンピック2016』中継のため休止。
  - 2016年9月18日…『こちら葛飾区亀有公園前派出所 THE FINAL 両津勘吉 最後の日』放送のため休止。
  - 2017年1月1日…『祝50周年!初詣!!爆笑ヒットパレード2017』放送のため休止。
  - 2017年3月12日…『名古屋ウィメンズマラソン2017』中継のため休止。
  - 2017年9月10日…『FNS27時間テレビ にほんのれきし』放送のため休止。なお、同番組内で本作品とコラボしたミニアニメが放送された。
  - 2017年10月1日…『ONE PIECE 秋の1時間スペシャル』 放送のため休止[注釈 12]。
  - 2017年12月31日…『大みそか列島縦断LIVE 景気満開テレビ2017』放送のため岡山放送を除く系列局で休止[注釈 13]。一方、同局は後述のように時間を30分繰り上げた上で本作品の121話を1週遅れで放送した。
  - 2018年2月25日…『東京マラソン2018』中継のため休止。
  - 2018年3月11日…『名古屋ウィメンズマラソン2018』中継のため休止。

| 放送日             | 話数           | サブタイトル                                          | 脚本           | 絵コンテ                   | 演出                | 作画監督                                                    | 総作画監督     | 美術                |
| 破壊神ビルス編     | 破壊神ビルス編 | 破壊神ビルス編                                        | 破壊神ビルス編 | 破壊神ビルス編             | 破壊神ビルス編      | 破壊神ビルス編                                              | 破壊神ビルス編 | 破壊神ビルス編      |
| ------------------ | -------------- | ----------------------------------------------------- | -------------- | -------------------------- | ------------------- | ----------------------------------------------------------- | -------------- | ------------------- |
| 2015年 7月5日      | 1              | 平和の報酬 1億ゼニーは誰の手に!?                      | 福嶋幸典       | 小川孝治                   | 小川孝治            | 北野幸広                                                    | 井手武生       | 行信三              |
| 7月12日            | 2              | 約束のリゾートへ! ベジータが家族旅行!?                | キング・リュウ | 志田直俊                   | 三上雅人            | 石川修                                                      | 辻美也子       | 佐藤美幸            |
| 7月19日            | 3              | 夢の続きはどこだ!? 超サイヤ人ゴッドを探せ!            | 吉高寿男       | 佐藤雅教                   | 佐藤雅教            | 八島善孝                                                    | 井手武生       | 杦浦正一郎 斉藤信二 |
| 8月2日             | 4              | 目指せドラゴンボール! ピラフ一味の大作戦!             | 小山真         | 八島善孝                   | 中村亮太            | 苫政三                                                      | 辻美也子       | 鹿野良行            |
| 8月9日             | 5              | 界王星の決戦! 悟空VS破壊神ビルス                      | 福嶋幸典       | 志水淳児                   | 岩井隆央            | 舘直樹                                                      | 井手武生       | 李凡善              |
| 8月16日            | 6              | 破壊神を怒らせるな! ドキドキ誕生日パーティー          | キング・リュウ | 畑野森生                   | 畑野森生            | 岡辰也 眞部周一郎 丸山大勝                                  | 辻美也子       | 西田渚              |
| 8月23日            | 7              | よくもオレのブルマを! ベジータ怒りの突然変異!?        | 吉高寿男       | 志田直俊                   | 三上雅人            | 北野幸広                                                    | 井手武生       | 杦浦正一郎 斉藤信二 |
| 8月30日            | 8              | 悟空見参 ビルス様からのラストチャンス!?               | 吉高寿男       | 小川孝治                   | 羽多野浩平          | 加野晃 島貫正弘                                             | 辻美也子       | 鹿野良行            |
| 9月6日             | 9              | お待たせ、ビルス様 ついに超サイヤ人ゴッド誕生!        | 吉高寿男       | 小村敏明                   | 佐藤雅教            | 八島善孝                                                    | 井手武生       | 李凡善              |
| 9月13日            | 10             | 見せろ悟空! 超サイヤ人ゴッドの力!!                    | 小山真         | 八島善孝                   | 宍戸望              | 石川修                                                      | 辻美也子       | 佐藤美幸            |
| 9月20日            | 11             | 続けようぜビルス様! 神と神の戦いを!                   | キング・リュウ | 志田直俊                   | 岩井隆央            | 舘直樹                                                      | 井手武生       | 杦浦正一郎 斉藤信二 |
| 9月27日            | 12             | 宇宙が砕ける!? 激突!破壊神VS超サイヤ人ゴッド          | キング・リュウ | 小村敏明                   | 三上雅人            | 島貫正弘                                                    | 辻美也子       | 鹿野良行            |
| 10月4日            | 13             | 悟空よ、超サイヤ人ゴッドを超えてゆけ!                 | キング・リュウ | 山室直儀                   | 佐藤雅教            | 北野幸広 山室直儀                                           | 山室直儀       | 李凡善              |
| 10月11日           | 14             | これがオラのありったけの力だ! 決着!神と神             | キング・リュウ | 畑野森生                   | 畑野森生            | 眞部周一郎 小山和弘                                         | 辻美也子       | 行信三              |
| 10月18日           | 15             | 勇者サタンよ奇跡を起こせ! 宇宙からの挑戦状!           | 福嶋幸典       | 八島善孝                   | 広嶋秀樹            | 八島善孝                                                    | 井手武生       | 杦浦正一郎 斉藤信二 |
| 10月25日           | 16             | ベジータが弟子入り!? ウイスを攻略せよ!                | 福嶋幸典       | 中島太貫                   | 三上雅人            | 井関修一                                                    | 辻美也子       | 鹿野良行            |
| 11月1日            | 17             | パン誕生! そして悟空は修行の旅へ!?                    | 福嶋幸典       | 佐藤雅教                   | 佐藤雅教            | 石川修 木下由衣                                             | 井手武生       | 李凡善              |
| 11月8日            | 18             | オラも来たぞ! ビルス星で修行開始だ!                   | 福嶋幸典       | 志田直俊                   | 岩井隆央            | 舘直樹                                                      | 辻美也子       | 西田渚              |
| フリーザ復活編     |                |                                                       |                |                            |                     |                                                             |                |                     |
| 11月15日           | 19             | 絶望ふたたび! 悪の帝王・フリーザの復活!               | 小山真         | 羽多野浩平                 | 羽多野浩平          | 北野幸広                                                    | 井手武生       | 杦浦正一郎 斉藤信二 |
| 11月22日           | 20             | ジャコからの警告! 迫り来るフリーザと1000人の兵士達    | 吉高寿男       | 古田丈司                   | 広嶋秀樹            | 島貫正弘                                                    | 辻美也子       | 鹿野良行            |
| 11月29日           | 21             | 復讐の始まり! フリーザ軍の悪意が悟飯を撃つ!           | キング・リュウ | 八島善孝                   | 佐藤雅教            | 眞部周一郎 小山和弘 岡辰也                                  | 井手武生       | 李凡善              |
| 12月6日            | 22             | チェーンジ!まさかの復活! その名はギニュー!!           | 福嶋幸典       | 志田直俊                   | 岩井隆央            | 八島善孝                                                    | 辻美也子       | 行信三              |
| 12月13日           | 23             | 地球が!悟飯が!絶体絶命! 早く来てくれ孫悟空!!          | 小山真         | 貝澤幸男                   | 中尾幸彦            | 石川修 木下由衣                                             | 井手武生       | 杦浦正一郎          |
| 12月20日           | 24             | 激突!フリーザVS孫悟空 これがオラの修行の成果だ!       | 吉高寿男       | 小村敏明 今村隆寛          | 広嶋秀樹            | 北野幸広 加野晃                                             | 辻美也子       | 鹿野良行            |
| 12月27日           | 25             | 全開バトル! 復讐のゴールデンフリーザ                  | 吉高寿男       | 佐藤雅教                   | 佐藤雅教            | 島貫正弘 成松義人 田之上慎                                  | 井手武生       | 李凡善              |
| 2016年 1月10日     | 26             | 大ピンチに勝機が見えた! 反撃開始だ孫悟空!             | 小山真         | 伊藤尚往                   | 羽多野浩平          | 舘直樹                                                      | 辻美也子       | 西田渚              |
| 1月17日            | 27             | 地球爆発!? 決着のかめはめ波                           | 福嶋幸典       | 角銅博之                   | 岩井隆央            | 眞部周一郎 小山和弘 岡辰也                                  | 井手武生       | 杦浦正一郎 斉藤信二 |
| 破壊神シャンパ編   |                |                                                       |                |                            |                     |                                                             |                |                     |
| 1月24日            | 28             | 第6宇宙の破壊神 その名はシャンパ                      | キング・リュウ | 八島善孝                   | 中尾幸彦            | 八島善孝                                                    | 辻美也子       | 鹿野良行            |
| 1月31日            | 29             | 格闘試合開催決定! 主将は悟空よりも強いヤツ            | キング・リュウ | 貝澤幸男                   | 広嶋秀樹            | 石川修 北野幸広                                             | 井手武生       | 李凡善              |
| 2月7日             | 30             | 「格闘試合」へのおさらい 残り二人のメンバーは誰だ!?   | 福嶋幸典       | 今村隆寛                   | 今村隆寛            | 島貫正弘                                                    | 辻美也子       | 行信三              |
| 2月14日            | 31             | ズノー様のもとへ! 超ドラゴンボールのありかを聞き出せ! | キング・リュウ | 角銅博之                   | 中村亮太            | 唐澤雄一 フランシス・カネダ ノエル・アンニョヌエボ          | 井手武生       | 佐藤美幸            |
| 2月21日            | 32             | 試合開始だ! みんなで「名前のない星」へ!               | キング・リュウ | 佐藤雅教                   | 佐藤雅教            | 舘直樹 加野晃 篁馨                                          | 辻美也子       | 杦浦正一郎 斉藤信二 |
| 2月28日            | 33             | 驚け第6宇宙よ! これが超サイヤ人・孫悟空だ!            | キング・リュウ | 八島善孝                   | 広嶋秀樹            | 苫政三 北野幸広                                             | 井手武生       | 鹿野良行            |
| 3月6日             | 34             | ピッコロVSフロスト 魔貫光殺砲にすべてをかけろ!        | キング・リュウ | 角銅博之                   | 岩井隆央            | 八島善孝                                                    | 辻美也子       | 李凡善              |
| 3月20日            | 35             | 怒りを力に変えろ! ベジータの全開バトル                | キング・リュウ | 貝澤幸男                   | 唐澤和也            | 石川修 篁馨                                                 | 井手武生       | 西田渚              |
| 3月27日            | 36             | まさかの大苦戦! ベジータ怒りの大爆発!                 | 小山真         | 角銅博之                   | 竹下健一            | 島貫正弘                                                    | 辻美也子       | 杦浦正一郎 斉藤信二 |
| 4月3日             | 37             | サイヤ人の誇りを忘れるな! ベジータVS第6宇宙のサイヤ人 | 吉高寿男       | 貝澤幸男                   | 岩井隆央            | 唐澤雄一 金水湖                                             | 井手武生       | 鹿野良行            |
| 4月10日            | 38             | 第6宇宙最強の戦士! 殺し屋ヒット見参!!                 | 吉高寿男       | 羽多野浩平                 | 羽多野浩平          | 舘直樹 木下由衣 楠木智子                                    | 辻美也子       | 李凡善              |
| 4月17日            | 39             | 成長した“時とばし”の反撃!? 出るか!?悟空の新たな技!    | キング・リュウ | 中村亮太                   | 中村亮太            | 北野幸広 眞部周一郎                                         | 井手武生       | 佐藤美幸            |
| 4月24日            | 40             | ついに決着! 勝者はビルス?それともシャンパ?            | キング・リュウ | 佐藤雅教                   | 佐藤雅教            | 八島善孝                                                    | 辻美也子       | 杦浦正一郎 斉藤信二 |
| 5月1日             | 41             | 出でよ神の龍 そして願いを叶えてちょんまげ!            | キング・リュウ | 角銅博之                   | 広嶋秀樹            | 石川修 苫政三                                               | 井手武生       | 鹿野良行            |
| 5月8日             | 42             | 波乱の祝勝会! 遂に対決!?モナカVS孫悟空                | 吉高寿男       | 八島善孝                   | 竹下健一            | 島貫正弘 篁馨                                               | 辻美也子       | 李凡善              |
| 5月15日            | 43             | 悟空の気が制御不能!? パンのお世話で四苦八苦           | キング・リュウ | 今村隆寛                   | 今村隆寛            | 松坂定俊 大西陽一                                           | 井手武生       | 行信三 佐藤美幸     |
| 5月22日            | 44             | ポトフ星の封印 解き放たれた“超人水”の秘密!            | 福嶋幸典       | 唐澤和也                   | 唐澤和也            | 唐澤雄一 木下由衣 楠木智子                                  | 辻美也子       | 杦浦正一郎 斉藤信二 |
| 5月29日            | 45             | ベジータが消える!? 複製ベジータの脅威!                | 福嶋幸典       | 貝澤幸男                   | 小野歩              | 李周鉉 北野幸広                                             | 井手武生       | 鹿野良行            |
| 6月5日             | 46             | 悟空VS複製ベジータ! 勝つのはどっちだ!?                | 福嶋幸典       | 佐藤雅教                   | 佐藤雅教            | 八島善孝                                                    | 辻美也子       | 李凡善              |
| “未来”トランクス編 |                |                                                       |                |                            |                     |                                                             |                |                     |
| 6月12日            | 47             | 未来からのSOS! 黒き新たな敵現る!!                     | 冨岡淳広       | 角銅博之                   | 羽多野浩平          | 舘直樹 石川修                                               | 井手武生       | 佐藤美幸            |
| 6月19日            | 48             | HOPE!!再び 現在で目覚めよトランクス                   | 冨岡淳広       | 中村亮太                   | 中村亮太            | 直井正博 島貫正弘                                           | 辻美也子       | 杦浦正一郎 斉藤信二 |
| 6月26日            | 49             | 未来からのメッセージ ゴクウブラック襲来!              | 冨岡淳広       | 貝澤幸男                   | 広嶋秀樹            | 大西陽一 苫政三                                             | 井手武生       | 鹿野良行            |
| 7月3日             | 50             | 悟空VSブラック! 閉ざされた未来への道                  | 冨岡淳広       | 竹下健一                   | 竹下健一            | 唐澤雄一 篁馨 信実節子                                      | 辻美也子       | 李凡善              |
| 7月10日            | 51             | 時をこえた想い トランクスとマイ                       | 冨岡淳広       | 今村隆寛                   | 今村隆寛            | 北野幸広 木下由衣 楠木智子                                  | 井手武生       | 佐藤美幸            |
| 7月17日            | 52             | 師弟再会 孫悟飯と“未来”トランクス                     | 福嶋幸典       | 唐澤和也                   | 唐澤和也            | 八島善孝                                                    | 辻美也子       | 杦浦正一郎 斉藤信二 |
| 7月31日            | 53             | ブラックの正体を暴け! いざ第10宇宙の界王神界へ!       | 吉高寿男       | 貝澤幸男                   | 広嶋秀樹            | 石川修 李周鉉                                               | 井手武生       | 鹿野良行            |
| 8月7日             | 54             | サイヤ人の血をひく者 トランクスの決意                 | キング・リュウ | 佐藤雅教                   | 佐藤雅教            | 島貫正弘                                                    | 辻美也子       | 李凡善              |
| 8月21日            | 55             | 孫悟空に会いたいのね 全王様からのよびだし!            | 冨岡淳広       | 祝浩司                     | 岩井隆央            | 苫政三 篁馨                                                 | 井手武生       | 佐藤美幸            |
| 8月28日            | 56             | 再戦ゴクウブラック! 超サイヤ人ロゼ登場                | キング・リュウ | 羽多野浩平                 | 羽多野浩平          | 舘直樹 眞部周一郎                                           | 辻美也子       | 杦浦正一郎 斉藤信二 |
| 9月4日             | 57             | 不死身の体を持つ神 ザマス降臨                         | 吉高寿男       | 中村亮太                   | 中村亮太            | 北野幸広 唐澤雄一                                           | 井手武生       | 鹿野良行            |
| 9月11日            | 58             | ザマスとブラック 深まる二人の謎                       | 冨岡淳広       | 貝澤幸男                   | 広嶋秀樹            | 八島善孝                                                    | 辻美也子       | 李凡善              |
| 9月25日            | 59             | 界王神ゴワスを守れ ザマスを破壊せよ!                  | 福嶋幸典       | 唐澤和也                   | 唐澤和也            | 石川修                                                      | 井手武生       | 佐藤美幸            |
| 10月2日            | 60             | 再び未来へ 明かされるゴクウブラックの正体!!           | 冨岡淳広       | 今村隆寛                   | 今村隆寛            | 大野勉 木下由衣                                             | 辻美也子       | 杦浦正一郎 斉藤信二 |
| 10月9日            | 61             | ザマスの野望 語られる恐怖の『人間0計画』              | 冨岡淳広       | 大塚健                     | 岩井隆央            | 島貫正弘 篁馨                                               | 井手武生       | 鹿野良行            |
| 10月16日           | 62             | 世界はオレが守る! トランクス怒りの超パワー炸裂!!      | 福嶋幸典       | 佐藤雅教                   | 佐藤雅教            | 北野幸広 梨澤孝司                                           | 辻美也子       | 李凡善              |
| 10月23日           | 63             | サイヤ人の細胞を汚すな! ベジータの壮絶バトル開演!!    | 吉高寿男       | 唐澤和也                   | 唐澤和也            | 八島善孝 眞部周一郎                                         | 井手武生       | 行信三              |
| 10月30日           | 64             | 崇めよ!讃えよ! 合体ザマス爆誕!!                       | キング・リュウ | 羽多野浩平                 | 川崎弘二            | 八島善孝 板井寛幸                                           | 井手武生       | 杦浦正一郎 斉藤信二 |
| 11月6日            | 65             | 最後の審判か!? 絶対神の究極の力                       | 冨岡淳広       | 中村亮太                   | 中村亮太            | 舘直樹 石川修                                               | 井手武生       | 鹿野良行            |
| 11月13日           | 66             | 決戦! あきらめない戦士たちの奇跡の力                  | 冨岡淳広       | 畑野森生                   | 畑野森生            | 島貫正弘 唐澤雄一                                           | 辻美也子       | 李凡善              |
| 11月20日           | 67             | 新たなHOPE!!を胸に さらばトランクス                   | 冨岡淳広       | 越多由美                   | 岩井隆央            | 北野幸広 板井寛幸                                           | 井手武生       | 佐藤美幸            |
| 11月27日           | 68             | いでよ神龍! 叶える願いは誰のもの!?                    | 福嶋幸典       | 羽多野浩平                 | 佐藤雅教            | 大野勉 北野幸広                                             | 辻美也子       | 杦浦正一郎 斉藤信二 |
| 12月4日            | 69             | 悟空VSアラレ! ハチャメチャバトルで地球が終わる!?      | キング・リュウ | 羽多野浩平                 | 広嶋秀樹            | 梨澤孝司 眞部周一郎 篁馨                                    | 井手武生       | 鹿野良行            |
| 12月11日           | 70             | シャンパからの挑戦状! 今度は野球で勝負だ!!            | 吉高寿男       | 唐澤和也                   | 唐澤和也            | 八島善孝                                                    | 辻美也子       | 李凡善              |
| 12月18日           | 71             | 悟空死す! 絶対執行の暗殺依頼                          | 吉高寿男       | 山元清里 唐澤和也 角銅博之 | 川崎弘二            | 石川修 島貫正弘                                             | 井手武生       | 佐藤美幸            |
| 12月25日           | 72             | 反撃なるか!? 見えない殺しの技!!                       | 吉高寿男       | 今村隆寛                   | 今村隆寛            | 唐澤雄一 舘直樹                                             | 辻美也子       | 杦浦正一郎 斉藤信二 |
| 2017年 1月8日      | 73             | 悟飯の災難! グレートサイヤマンまさかの映画化!?        | キング・リュウ | 岩井隆央                   | 岩井隆央            | 板井寛幸 ノエル・アンニョヌエボ                             | 井手武生       | 鹿野良行            |
| 1月15日            | 74             | 愛するもののために! 不屈のグレートサイヤマン!!        | キング・リュウ | 佐藤雅教                   | 佐藤雅教            | 大野勉 北野幸広                                             | 辻美也子       | 李凡善              |
| 1月22日            | 75             | 悟空とクリリン 懐かしの修行の場へ                     | 冨岡淳広       | 中村亮太                   | 中村亮太            | 梨澤孝司 眞部周一郎                                         | 井手武生       | 佐藤美幸            |
| 1月29日            | 76             | 恐敵を打ち破れ! クリリンの闘志ふたたび!               | 冨岡淳広       | 羽多野浩平                 | 広嶋秀樹            | ポール・アンニョヌエボ 島貫正弘 板井寛幸                    | 辻美也子       | 杦浦正一郎 斉藤信二 |
| 宇宙サバイバル編   |                |                                                       |                |                            |                     |                                                             |                |                     |
| 2月5日             | 77             | やろうぜ全王様! 宇宙一武道会!!                        | 冨岡淳広       | 唐澤和也                   | 唐澤和也            | 八島善孝                                                    | 井手武生       | 鹿野良行            |
| 2月12日            | 78             | 全宇宙の神様もドン引き!? 負けたら消滅「力の大会」     | 冨岡淳広       | 越智一裕                   | 今村隆寛            | 北野幸広 石川修                                             | 辻美也子       | 李凡善              |
| 2月19日            | 79             | 第9宇宙蹴りのバジルVS第7宇宙魔人ブウ!!                | 冨岡淳広       | 唐澤和也 山元清里          | 青山弘 山口暁生     | 大野勉 澤木巳登理 舘直樹                                    | 井手武生       | 行信三              |
| 2月26日            | 80             | 眠った闘志を呼び覚ませ! 孫悟飯の闘い!!                | 冨岡淳広       | 羽多野浩平                 | 羽多野浩平          | 木下由衣 眞部周一郎                                         | 辻美也子       | 杦浦正一郎 斉藤信二 |
| 3月5日             | 81             | 潰しのベルガモVS孫悟空! 青天井の強さはどっちだ!?      | 冨岡淳広       | 佐藤雅教                   | 佐藤雅教            | ジョーイ・カランギアン ノエル・アンニョヌエボ 島貫正弘      | 井手武生       | 鹿野良行            |
| 3月19日            | 82             | 孫悟空許すまじ! 正義の戦士トッポ乱入!!                | 吉高寿男       | 越智一裕                   | 小野歩              | 仁井宏隆 板井寛幸 北野幸広                                  | 井手武生       | 李凡善              |
| 3月26日            | 83             | 第7宇宙代表チームを結成せよ! 最強の10人は誰だ!?       | 福嶋幸典       | 山元清里 角銅博之          | 広嶋秀樹            | ポール・アンニョヌエボ ユージン・アイソン 梨澤孝司          | 井手武生       | 西田渚              |
| 4月2日             | 84             | スカウトマン孫悟空 クリリンと18号を誘う               | キング・リュウ | 唐澤和也                   | 唐澤和也            | 八島善孝                                                    | 辻美也子       | 杦浦正一郎 斉藤信二 |
| 4月9日             | 85             | 動き出す宇宙 それぞれの思惑                           | 冨岡淳広       | まついひとゆき             | 今村隆寛            | 大野勉 石川修                                               | 井手武生       | 鹿野良行            |
| 4月16日            | 86             | 初めて交わる拳! 人造人間17号VS孫悟空!!                | 吉高寿男       | 山元清里                   | 岩井隆央            | ポール・アンニョヌエボ ジョーイ・カランギアン 舘直樹        | 辻美也子       | 李凡善              |
| 4月23日            | 87             | 密猟団を狩れ! 悟空と17号の共闘!!                      | 吉高寿男       | そかべたかし               | 山口暁生            | 眞部周一郎 北野幸広                                         | 井手武生       | 行信三              |
| 4月30日            | 88             | 悟飯とピッコロ 師弟激突の限界修業!                    | 吉高寿男       | 佐藤雅教                   | 佐藤雅教            | 楠木智子 木下由衣 板井寛幸                                  | 辻美也子       | 杦浦正一郎 斉藤信二 |
| 5月7日             | 89             | 現れた謎の美女! 天津流道場の怪!?                      | 福嶋幸典       | 越智一裕                   | 広嶋秀樹            | ジョーイ・カランギアン 仁井宏隆 梨澤孝司                    | 井手武生       | 鹿野良行            |
| 5月14日            | 90             | 超えるべき壁を見据えて! 悟空VS悟飯                    | キング・リュウ | 村野佑太                   | 間島崇寛 羽多野浩平 | 山崎秀樹 島貫正弘                                           | 辻美也子       | 李凡善              |
| 5月21日            | 91             | 勝ち残るのはどの宇宙だ!? 続々と集う最強の戦士たち!!   | 吉高寿男       | 唐澤和也                   | 唐澤和也            | 八島善孝                                                    | 井手武生       | 西田渚              |
| 5月28日            | 92             | 緊急事態発生! そろわない10人のメンバー!!              | 冨岡淳広       | 虎田功                     | 岩井隆央            | ノエル・アンニョヌエボ ジョーイ・カランギアン 石川修        | 辻美也子       | 杦浦正一郎 斉藤信二 |
| 6月4日             | 93             | 10人目の戦士はおめえだ! 悟空フリーザのもとへ!!        | 福嶋幸典       | そかべたかし               | 今村隆寛            | 大野勉 眞部周一郎                                           | 井手武生       | 鹿野良行            |
| 6月11日            | 94             | 悪の帝王復活! 出迎える謎の刺客たち!?                  | 吉高寿男       | 三塚雅人                   | 三塚雅人            | ポール・アンニョヌエボ ユージン・アイソン 唐澤雄一          | 辻美也子       | 李凡善              |
| 6月18日            | 95             | 最凶!最悪! フリーザ大暴れ!!                           | キング・リュウ | 志田直俊                   | 山口暁生 長峯達也   | 田中千皓 舘直樹                                             | 井手武生       | 行信三              |
| 6月25日            | 96             | 時はきた! 宇宙の命運をかけ無の界へ!!                  | 山口宏         | 佐藤雅教                   | 佐藤雅教            | ジョーイ・カランギアン ノエル・アンニョヌエボ 板井寛幸      | 辻美也子       | 杦浦正一郎 斉藤信二 |
| 7月2日             | 97             | 生き残れ! ついに開幕「力の大会」!!                    | 冨岡淳広       | 山元清里                   | 広嶋秀樹            | 北野幸広 仁井宏隆                                           | 井手武生       | 鹿野良行 井上慎太郎 |
| 7月9日             | 98             | あぁ無常! 絶望する宇宙!!                              | 福嶋幸典       | 所俊克                     | 岩井隆央            | 篁馨 島貫正弘                                               | 辻美也子       | 李凡善              |
| 7月16日            | 99             | 見せつけろ! クリリンの底力!!                          | 吉高寿男       | 西田正義                   | 今村隆寛            | ポール・アンニョヌエボ ユージン・アイソン 石川修            | 井手武生       | 西田渚              |
| 7月23日            | 100            | 大暴走! 目覚め荒ぶる狂戦士!!                          | キング・リュウ | 唐澤和也                   | 唐澤和也            | 八島善孝                                                    | 辻美也子       | 杦浦正一郎 斉藤信二 |
| 7月30日            | 101            | 迫る正義の戦士! プライド・トルーパーズ!!              | 山口宏         | 羽多野浩平 山元清里        | 園田誠              | 大野勉 眞部周一郎                                           | 井手武生       | 鹿野良行 井上慎太郎 |
| 8月6日             | 102            | 愛の力が大爆発!? 第2宇宙の魔女っ子戦士!!              | 冨岡淳広       | 三塚雅人                   | 三塚雅人            | 梨澤孝司 大西陽一                                           | 辻美也子       | 李凡善              |
| 8月13日            | 103            | 悟飯よ非情なれ! 第10宇宙との決戦!!                    | 福嶋幸典       | もりたけし                 | 広嶋秀樹            | なまためやすひろ 舘直樹                                     | 井手武生       | 西田渚              |
| 8月20日            | 104            | 超絶光速バトル勃発! 悟空とヒット共同戦線!!            | 吉高寿男       | 西島克彦                   | 岩井隆央            | 田中千皓 板井寛幸                                           | 辻美也子       | 杦浦正一郎 斉藤信二 |
| 8月27日            | 105            | 奮戦! 武天老師命を燃やす!!                            | キング・リュウ | 佐藤雅教                   | 佐藤雅教            | ポール・アンニョヌエボ ジョーイ・カランギアン 仁井宏隆      | 井手武生       | 鹿野良行 井上慎太郎 |
| 9月3日             | 106            | 見極めろ! 姿なきアタッカーとの死闘!!                  | 山口宏         | 今村隆寛 山元清里          | 今村隆寛            | 唐澤雄一 島貫正弘                                           | 辻美也子       | 李凡善              |
| 9月17日            | 107            | 復讐の「F」! しかけられた狡猾な罠!?                   | 吉高寿男       | 長峯達也                   | 中村亮太            | ポール・アンニョヌエボ ユージン・アイソン 石川修            | 井手武生       | 行信三              |
| 9月24日            | 108            | フリーザとフロスト! 交わる悪意!?                      | 福嶋幸典       | 山元清里                   | 広嶋秀樹            | 八島善孝                                                    | 辻美也子       | 杦浦正一郎 斉藤信二 |
| 10月8日            | 109            | 悟空に迫る最強の敵! 今こそ放て!必殺の元気玉!!         | 山口宏         | 唐澤和也                   | 唐澤和也            | 大野勉 眞部周一郎                                           | 井手武生       | 鹿野良行 井上慎太郎 |
| 10月8日            | 110            | 孫悟空覚醒! 目覚めし者の新たなる極意!!                | 冨岡淳広       | 三塚雅人                   | 三塚雅人            | 舘直樹 大西陽一                                             | 辻美也子       | 李凡善              |
| 10月15日           | 111            | 異次元の極致バトル! ヒットVSジレン!!                  | 冨岡淳広       | 小村敏明                   | 小村敏明            | なまためやすひろ 田中千皓                                   | 井手武生       | 増田竜太郎          |
| 10月22日           | 112            | サイヤ人の誓い! ベジータの覚悟!!                      | 吉高寿男       | 志田直俊                   | 岩井隆央            | ノエル・アンニョヌエボ ジョーイ・カランギアン 梨澤孝司      | 辻美也子       | 杦浦正一郎 斉藤信二 |
| 10月29日           | 113            | 嬉々として! 戦闘狂サイヤ人バトル再び!!                | 福嶋幸典       | 田中孝行 八島善孝 唐澤和也 | 広嶋秀樹            | 仁井宏隆 島貫正弘                                           | 井手武生       | 鹿野良行 井上慎太郎 |
| 11月5日            | 114            | 鬼気せまる! 新たな超戦士の爆誕!!                      | 山口宏         | 佐藤雅教                   | 佐藤雅教            | 高橋優也 ポール・アンニョヌエボ ユージン・アイソン          | 辻美也子       | 李凡善              |
| 11月12日           | 115            | 悟空VSケフラ! 超サイヤ人ブルー敗れる!?                | 吉高寿男       | 八島善孝                   | 今村隆寛            | 石川修 板井寛幸                                             | 井手武生       | 行信三              |
| 11月19日           | 116            | 逆転の兆し! 身勝手の極意が大爆発!!                    | 冨岡淳広       | 園田誠                     | 園田誠              | 大西陽一 眞部周一郎                                         | 辻美也子       | 杦浦正一郎 斉藤信二 |
| 11月26日           | 117            | 愛の大決戦! 人造人間VS第2宇宙!!                       | 福嶋幸典       | 唐澤和也                   | 唐澤和也            | 八島善孝                                                    | 井手武生       | 鹿野良行 井上慎太郎 |
| 12月3日            | 118            | 加速する悲劇 消えゆく宇宙…                            | 山口宏         | 三塚雅人                   | 三塚雅人            | 舘直樹 ジョーイ・カランギアン ノエル・アンニョヌエボ        | 辻美也子       | 李凡善              |
| 12月10日           | 119            | 回避不能!? ステルス攻撃の猛威!!                       | 久尾歩         | 小村敏明                   | 小村敏明            | 大野勉 澤木巳登理 山内尚樹 なまためやすひろ                 | 井手武生       | 行信三              |
| 12月17日           | 120            | 完璧なる生存戦略! 第3宇宙脅威の刺客!!                 | 山下憲一       | 山元清里                   | 広嶋秀樹            | 田中千皓 島貫正弘                                           | 辻美也子       | 杦浦正一郎 斉藤信二 |
| 12月24日           | 121            | 総力戦! 究極の4体合体VS第7宇宙総攻撃!!                | 吉高寿男       | 八島善孝                   | 岩井隆央            | ポール・アンニョヌエボ ユージン・アイソン 袴田裕二 唐澤雄一 | 井手武生       | 鹿野良行 井上慎太郎 |
| 2018年 1月7日      | 122            | 己の誇りをかけて! ベジータ最強への挑戦!!              | 冨岡淳広       | 志田直俊                   | 今村隆寛            | 仁井宏隆 梨澤孝司 高橋優也                                  | 辻美也子       | 李凡善              |
| 1月14日            | 123            | 全身全霊全力解放! 悟空とベジータ!!                    | 冨岡淳広       | 佐藤雅教                   | 佐藤雅教            | 板井寛幸 石川修                                             | 井手武生       | 行信三              |
| 1月21日            | 124            | 疾風怒涛の猛襲! 悟飯背水の陣!!                        | 福嶋幸典       | 山元清里                   | 広嶋秀樹            | 大西陽一 ジョーイ・カランギアン ノエル・アンニョヌエボ      | 辻美也子       | 杦浦正一郎 斉藤信二 |
| 1月28日            | 125            | 威風堂々! 破壊神トッポ降臨!!                          | 山口宏         | 唐澤和也                   | 唐澤和也            | 八島善孝                                                    | 井手武生       | 鹿野良行 井上慎太郎 |
| 2月4日             | 126            | 神をも超えろ! ベジータ捨て身の一撃!!                  | 久尾歩         | 八島善孝 山室直儀          | 岩井隆央            | 大野勉 なまためやすひろ                                     | 辻美也子       | 李凡善              |
| 2月11日            | 127            | 迫りくる障壁! 希望を託した最後のバリア!!              | 山下憲一       | 佐藤雅教 唐澤和也          | 今村隆寛            | ポール・アンニョヌエボ 島貫正弘 板井寛幸                    | 井手武生       | 行信三              |
| 2月18日            | 128            | 気高い誇り最後まで! ベジータ散る!!                    | 吉高寿男       | 山室直儀                   | 佐藤雅教            | 石川修 袴田裕二                                             | 辻美也子       | 杦浦正一郎 斉藤信二 |
| 3月4日             | 129            | 限界超絶突破! 身勝手の極意極まる!!                    | 冨岡淳広       | 三塚雅人                   | 三塚雅人            | 仁井宏隆 梨澤孝司 唐澤雄一                                  | 井手武生       | 鹿野良行 井上慎太郎 |
| 3月18日            | 130            | 空前絶後の超決戦! 究極のサバイバルバトル!!            | 山口宏         | 中村亮太                   | 中村亮太            | 舘直樹 眞部周一郎                                           | 辻美也子       | 李凡善              |
| 3月25日            | 131            | 奇跡の決着! さらば悟空!また会う日まで!!               | 冨岡淳広       | 石谷恵                     | 石谷恵              | 山室直儀                                                    | -              | 行信三              |

## 放送局
前作『改』に引き続き、連動データ放送によるミニゲームを行っているほか、シリーズの歴史を公開している。ミニゲームは前作と同じカードバトルであり、勝てば豪華景品コース、負ければ参加賞コースに応募方法が分かれる。2017年10月8日（第109話、テレビ新広島など一部地域は111話〈10月15日〉）からは「全ちゃん占い」にリニューアルされ、占いに参加するだけで全王賞（参加賞）に応募ができ、｢大吉｣を引ければ大吉賞にも応募ができる形式になった。データ放送は『ストロング9→アドベンチャーサンデー』を放送している局のみ実施しており、また全局字幕放送に対応している。
| 放送地域      | 放送局             | 系列                                         | 放送時間                                                           | 放送期間                                                         | 遅れ                                               | 連動データ放送 |
| ------------- | ------------------ | -------------------------------------------- | ------------------------------------------------------------------ | ---------------------------------------------------------------- | -------------------------------------------------- | -------------- |
| 関東広域圏    | フジテレビ         | フジテレビ系列                               | 日曜 9:00 - 9:30 （『ストロング9』→ 『アドベンチャーサンデー』枠） | 2015年7月5日 - 2018年3月25日                                     | 制作局                                             | あり           |
| 北海道        | 北海道文化放送     | フジテレビ系列                               | 日曜 9:00 - 9:30 （『ストロング9』→ 『アドベンチャーサンデー』枠） | 2015年7月5日 - 2018年3月25日                                     | 同時ネット                                         | あり           |
| 岩手県        | 岩手めんこいテレビ | フジテレビ系列                               | 日曜 9:00 - 9:30 （『ストロング9』→ 『アドベンチャーサンデー』枠） | 2015年7月5日 - 2018年3月25日                                     | 同時ネット                                         | あり           |
| 宮城県        | 仙台放送           | フジテレビ系列                               | 日曜 9:00 - 9:30 （『ストロング9』→ 『アドベンチャーサンデー』枠） | 2015年7月5日 - 2018年3月25日                                     | 同時ネット                                         | あり           |
| 山形県        | さくらんぼテレビ   | フジテレビ系列                               | 日曜 9:00 - 9:30 （『ストロング9』→ 『アドベンチャーサンデー』枠） | 2015年7月5日 - 2018年3月25日                                     | 同時ネット                                         | あり           |
| 新潟県        | 新潟総合テレビ     | フジテレビ系列                               | 日曜 9:00 - 9:30 （『ストロング9』→ 『アドベンチャーサンデー』枠） | 2015年7月5日 - 2018年3月25日                                     | 同時ネット                                         | あり           |
| 長野県        | 長野放送           | フジテレビ系列                               | 日曜 9:00 - 9:30 （『ストロング9』→ 『アドベンチャーサンデー』枠） | 2015年7月5日 - 2018年3月25日                                     | 同時ネット                                         | あり           |
| 静岡県        | テレビ静岡         | フジテレビ系列                               | 日曜 9:00 - 9:30 （『ストロング9』→ 『アドベンチャーサンデー』枠） | 2015年7月5日 - 2018年3月25日                                     | 同時ネット                                         | あり           |
| 石川県        | 石川テレビ         | フジテレビ系列                               | 日曜 9:00 - 9:30 （『ストロング9』→ 『アドベンチャーサンデー』枠） | 2015年7月5日 - 2018年3月25日                                     | 同時ネット                                         | あり           |
| 中京広域圏    | 東海テレビ         | フジテレビ系列                               | 日曜 9:00 - 9:30 （『ストロング9』→ 『アドベンチャーサンデー』枠） | 2015年7月5日 - 2018年3月25日                                     | 同時ネット                                         | あり           |
| 岡山県 香川県 | 岡山放送           | フジテレビ系列                               | 日曜 9:00 - 9:30 （『ストロング9』→ 『アドベンチャーサンデー』枠） | 2015年7月5日 - 2018年3月25日                                     | 同時ネット                                         | あり           |
| 広島県        | テレビ新広島       | フジテレビ系列                               | 日曜 9:00 - 9:30 （『ストロング9』→ 『アドベンチャーサンデー』枠） | 2015年7月5日 - 2018年3月25日                                     | 同時ネット                                         | あり           |
| 高知県        | 高知さんさんテレビ | フジテレビ系列                               | 日曜 9:00 - 9:30 （『ストロング9』→ 『アドベンチャーサンデー』枠） | 2015年7月5日 - 2018年3月25日                                     | 同時ネット                                         | あり           |
| 福岡県        | テレビ西日本       | フジテレビ系列                               | 日曜 9:00 - 9:30 （『ストロング9』→ 『アドベンチャーサンデー』枠） | 2015年7月5日 - 2018年3月25日                                     | 同時ネット                                         | あり           |
| 佐賀県        | サガテレビ         | フジテレビ系列                               | 日曜 9:00 - 9:30 （『ストロング9』→ 『アドベンチャーサンデー』枠） | 2015年7月5日 - 2018年3月25日                                     | 同時ネット                                         | あり           |
| 近畿広域圏    | 関西テレビ         | フジテレビ系列                               | 日曜 9:00 - 9:30 （『ストロング9』→ 『アドベンチャーサンデー』枠） | 2015年7月12日 - 2018年3月25日                                    | 同時ネット                                         | あり           |
| 福島県        | 福島テレビ         | フジテレビ系列                               | 日曜 9:00 - 9:30 （『ストロング9』→ 『アドベンチャーサンデー』枠） | 2015年10月7日 - 2018年3月25日                                    | 同時ネット                                         | あり           |
| 富山県        | 富山テレビ         | フジテレビ系列                               | 土曜 6:25 - 6:55                                                   | 2015年7月11日 - 2018年4月14日                                    | 遅れネット                                         | なし           |
| 秋田県        | 秋田テレビ         | フジテレビ系列                               | 日曜 6:30 - 7:00                                                   | 2015年7月15日 - 2018年4月8日                                     | 遅れネット                                         | なし           |
| 鳥取県 島根県 | 山陰中央テレビ     | フジテレビ系列                               | 木曜 16:20 - 16:50                                                 | 2015年7月16日 - 2018年4月12日                                    | 遅れネット                                         | なし           |
| 熊本県        | テレビ熊本         | フジテレビ系列                               | 土曜 5:30 - 6:00                                                   | 2015年7月18日 - 2018年4月14日                                    | 遅れネット                                         | なし           |
| 大分県        | テレビ大分         | 日本テレビ系列 フジテレビ系列                | 日曜 5:45 - 6:15 日曜 7:00 - 7:30                                  | 2015年7月19日 - 2018年3月25日 2018年4月1日                       | 遅れネット                                         | なし           |
| 福井県        | 福井テレビ         | フジテレビ系列                               | 日曜 5:00 - 5:30                                                   | 2015年7月25日 - 2018年5月13日                                    | 遅れネット                                         | なし           |
| 愛媛県        | テレビ愛媛         | フジテレビ系列                               | 日曜 9:00 - 9:30 土曜 5:30 - 6:00                                  | 2015年8月2日 - 2018年3月25日 2018年4月7日 - 4月21日              | 同時ネット局と同時刻ネットだった時期も、遅れネット | なし           |
| 長崎県        | テレビ長崎         | フジテレビ系列                               | 日曜 6:30 - 7:00                                                   | 2015年8月9日 - 2018年4月29日                                     | 遅れネット                                         | なし           |
| 宮崎県        | テレビ宮崎         | フジテレビ系列 日本テレビ系列 テレビ朝日系列 | 日曜 5:30 - 6:00                                                   | 2015年8月16日 - 2018年4月22日                                    | 遅れネット                                         | なし           |
| 鹿児島県      | 鹿児島テレビ       | フジテレビ系列                               | 日曜 9:00 - 9:30 月曜 - 木曜 15:50 - 16:50 月曜 15:50 - 16:20      | 2015年8月23日 - 2018年3月25日 2018年4月2日 - 4月5日 2018年4月9日 | 同時ネット局と同時刻ネットだった時期も、遅れネット | なし           |

- 沖縄テレビは系列局でありながら放送されなかった。
- 遅れネット局では、1時間スペシャル回の場合は、1話ずつ分割して放送することがあった。
- バンダイチャンネルでも配信されている[74]。
- BSフジでは、2021年2月14日から2023年11月5日まで日曜10時 - 10時30分に放送された[75]。
- レギュラー放送では字幕放送を実施。孫悟空は黄色、孫悟飯は緑色、それ以外の人物は白色で表記される。第60話より副音声にて解説放送も開始した[注釈 23]。

### 日本国外での放送
| 放送地域 | 放送局                             | 放送開始日    | 放送時間           | 出典   |
| -------- | ---------------------------------- | ------------- | ------------------ | ------ |
| アメリカ | カートゥーン ネットワーク・TOONAMI | 2017年1月7日  | 土曜 20:00 - 20:30 | [ 76 ] |
| フランス | TFX                                | 2017年9月10日 | 日曜 8:30 - 9:00   | [ 77 ] |

## 主題歌
オープニングテーマ担当は基本的に日本コロムビア所属のアーティストで統一されているが、エンディングテーマ担当は『ドラゴンボール改』の2期同様、日本コロムビア所属のアーティストのほか、一部JVCケンウッド・ビクターエンタテインメント（以下、ビクターエンタテインメント）所属のアーティストが混在している。

### オープニングテーマ
|   | 曲名                | 歌         | 作詞     | 作曲     | 編曲     | 使用期間         | レーベル             |
| - | ------------------- | ---------- | -------- | -------- | -------- | ---------------- | -------------------- |
| 1 | 超絶☆ダイナミック!  | 吉井和哉   | 森雪之丞 | 吉井和哉 | 吉井和哉 | 第1話 - 第76話   | TRIAD/日本コロムビア |
| 2 | 限界突破×サバイバー | 氷川きよし | 森雪之丞 | 岩崎貴文 | 籠島裕昌 | 第77話 - 第130話 | 日本コロムビア       |

### エンディングテーマ
|    | 曲名                 | 歌                       | 作詞                   | 作曲                   | 編曲                     | 使用期間          | レーベル                                  |
| -- | -------------------- | ------------------------ | ---------------------- | ---------------------- | ------------------------ | ----------------- | ----------------------------------------- |
| 1  | ハローハローハロー   | グッドモーニングアメリカ | 金廣真悟               | 金廣真悟               | グッドモーニングアメリカ | 第1話 - 第12話    | 日本コロムビア                            |
| 2  | スターリングスター   | KEYTALK                  | 首藤義勝               | 首藤義勝               | KEYTALK、NARASAKI        | 第13話 - 第25話   | Getting Better/ビクターエンタテインメント |
| 3  | 薄紅                 | LACCO TOWER              | 松川ケイスケ           | LACCO TOWER            | LACCO TOWER              | 第26話 - 第36話   | TRIAD/日本コロムビア                      |
| 4  | Forever Dreaming     | Czecho No Republic       | 武井優心               | 武井優心               | Czecho No Republic       | 第37話 - 第49話   | TRIAD/日本コロムビア                      |
| 5  | よかよかダンス       | ばってん少女隊           | 小野武正               | 小野武正               | NARASAKI                 | 第50話 - 第59話   | Getting Better/ビクターエンタテインメント |
| 6  | 炒飯MUSIC            | アルカラ                 | アルカラ               | アルカラ               | アルカラ                 | 第60話 - 第72話   | SPEEDSTAR RECORDS                         |
| 7  | 悪の天使と正義の悪魔 | THE COLLECTORS           | 加藤ひさし             | 加藤ひさし             | THE COLLECTORS、吉田仁   | 第73話 - 第83話   | TRIAD/日本コロムビア                      |
| 8  | Boogie Back          | 井上実優                 | 井上実優、三輪コウダイ | 西尾芳彦、三輪コウダイ | 三輪コウダイ             | 第84話 - 第96話   | ビクターエンタテインメント                |
| 9  | 遥                   | LACCO TOWER              | 松川ケイスケ           | LACCO TOWER            | 亀田誠治                 | 第97話 - 第108話  | TRIAD/日本コロムビア                      |
| 10 | 70cm四方の窓辺       | ROTTENGRAFFTY            | KAZUOMI、N∀OKI、NOBUYA | KAZUOMI                | KAZUOMI                  | 第109話 - 第121話 | Getting Better/ビクターエンタテインメント |
| 11 | LAGRIMA              | OnePixcel                | 田中秀典               | 川口圭太               | 川口圭太                 | 第122話 - 第131話 | 日本コロムビア                            |

1. ↑  第39話では挿入歌としても使用された。
2. ↑  最終話（第131話）ではオープニングはカットされ、代わりにエンディングテーマとして使用され、力の大会後の日常を描いた特別バージョンになっている。
3. ↑  最終話（第131話）では限界突破×サバイバーと連続して使用された。

### 挿入歌
「ワイワイワールド」（第69話）
作詞 - 河岸亜砂 / 作曲 - 菊池俊輔 / 編曲 - たかしまあきひこ / 歌 - 水森亜土、こおろぎ'73（日本コロムビア）
「究極の聖戦」（第110話、第116話、第131話）
作詞 - 森雪之丞 / 作曲 - ZENTA / 編曲 - ZENTA、若林タカツグ / 歌 - 串田アキラ（日本コロムビア）
第115話、第121話、第123話、第129話、第130話ではインストゥルメンタル版が使用された。

## BD / DVD
| 巻 | 発売日        | 収録話            | 規格品番  | 規格品番  |
| 巻 | 発売日        | 収録話            | BD        | DVD       |
| -- | ------------- | ----------------- | --------- | --------- |
| 1  | 2015年12月2日 | 第1話 - 第12話    | BIXA-9541 | BIBA-9551 |
| 2  | 2016年3月2日  | 第13話 - 第24話   | BIXA-9542 | BIBA-9552 |
| 3  | 2016年6月2日  | 第25話 - 第36話   | BIXA-9543 | BIBA-9553 |
| 4  | 2016年10月4日 | 第37話 - 第48話   | BIXA-9544 | BIBA-9554 |
| 5  | 2017年1月6日  | 第49話 - 第60話   | BIXA-9545 | BIBA-9555 |
| 6  | 2017年4月4日  | 第61話 - 第72話   | BIXA-9546 | BIBA-9556 |
| 7  | 2017年8月2日  | 第73話 - 第84話   | BIXA-9547 | BIBA-9557 |
| 8  | 2017年10月3日 | 第85話 - 第96話   | BIXA-9548 | BIBA-9558 |
| 9  | 2018年1月6日  | 第97話 - 第108話  | BIXA-9549 | BIBA-9559 |
| 10 | 2018年4月3日  | 第109話 - 第120話 | BIXA-9550 | BIBA-9560 |
| 11 | 2018年7月3日  | 第121話 - 第131話 | BIXA-9551 | BIBA-9561 |

### BOX
| タイトル                                                 | 発売日       | 収録話           |
| -------------------------------------------------------- | ------------ | ---------------- |
| ドラゴンボール超 TVシリーズ コンプリートBlu-ray BOX 上巻 | 2022年2月2日 | 第1話 - 第72話   |
| ドラゴンボール超 TVシリーズ コンプリートDVD BOX 上巻     | 2022年2月2日 | 第1話 - 第72話   |
| ドラゴンボール超 TVシリーズ コンプリートBlu-ray BOX 下巻 | 2022年3月2日 | 第73話 - 第131話 |
| ドラゴンボール超 TVシリーズ コンプリートDVD BOX 下巻     | 2022年3月2日 | 第73話 - 第131話 |

## 書誌情報

### 単行本
- 漫画：とよたろう、原作：鳥山明 『ドラゴンボール超』 集英社〈ジャンプ・コミックス〉、既刊24巻（2025年4月4日現在）
  1. 「第6宇宙の戦士たち」発売日：紙版‥2016年4月4日、電子版‥2016年5月2日[集 1]、ISBN 978-4-08-880661-7
  2. 「優勝宇宙、ついに決定!!」発売日：紙版‥2016年12月2日、電子版‥2016年12月31日[集 2]、ISBN 978-4-08-880867-3
  3. 「人間0計画」発売日：紙版‥2017年6月2日、電子版‥2017年7月4日[集 3]、ISBN 978-4-08-881084-3
  4. 「HOPEへのラストチャンス」発売日：紙版・電子版とも2017年11月2日[集 4]、ISBN 978-4-08-881163-5
  5. 「決戦!さらばトランクス」発売日：紙版・電子版とも2018年3月2日[集 5]、ISBN 978-4-08-881447-6
  6. 「集まれ超戦士たち!」発売日：紙版・電子版とも2018年6月4日[集 6]、ISBN 978-4-08-881501-5
  7. 「宇宙サバイバル!力の大会開始!」発売日：紙版・電子版とも2018年9月4日[集 7]、ISBN 978-4-08-881575-6
  8. 「孫悟空覚醒の“兆”」発売日：紙版・電子版とも2018年12月4日[集 8]、ISBN 978-4-08-881649-4
  9. 「決着と結末」発売日：紙版・電子版とも2019年4月4日[集 9]、ISBN 978-4-08-881811-5
  10. 「モロの願い」発売日：紙版・電子版とも2019年8月2日[集 10]、ISBN 978-4-08-882034-7
  11. 「大脱走」発売日：紙版・電子版とも2019年12月4日[集 11]、ISBN 978-4-08-882154-2
  12. 「メルスの正体」発売日：紙版・電子版とも2020年4月3日[集 12]、ISBN 978-4-08-882264-8
  13. 「それぞれの戦い」発売日：紙版・電子版とも2020年8月5日[集 13]、ISBN 978-4-08-882391-1
  14. 「銀河パトロール孫悟空」発売日：紙版・電子版とも2020年12月4日[集 14]、ISBN 978-4-08-882518-2
  15. 「星喰いのモロ」発売日：紙版・電子版とも2021年4月2日[集 15]、ISBN 978-4-08-882606-6
  16. 「宇宙一の戦士」発売日：紙版・電子版とも2021年8月4日[集 16]、ISBN 978-4-08-882744-5
  17. 「破壊神の力」発売日：紙版・電子版とも2021年12月3日[集 17]、ISBN 978-4-08-882858-9
  18. 「悟空の父 バーダック」発売日：紙版・電子版とも2022年4月4日[集 18]、ISBN 978-4-08-883092-6
  19. 「民族の誇り」発売日：紙版・電子版とも2022年8月4日[集 19]、ISBN 978-4-08-883215-9
  20. 「全力戦」発売日：紙版・電子版とも2023年3月3日[集 20]、ISBN 978-4-08-883470-2
  21. 「対決Dr.ヘド」発売日：紙版・電子版とも2023年8月4日[集 21]、ISBN 978-4-08-883601-0
  22. 「最強の師弟」発売日：紙版・電子版とも2023年12月4日[集 22]、ISBN 978-4-08-883744-4
  23. 「超覚醒！孫悟飯」発売日：紙版・電子版とも2024年4月4日[集 23]、ISBN 978-4-08-883885-4
  24. 「未来への継承」発売日：紙版・電子版とも2025年4月4日[集 24]、ISBN 978-4-08-884493-0

### エピソード
| 巻数 | タイトル                     | 話名                                    | 編名               |
| ---- | ---------------------------- | --------------------------------------- | ------------------ |
| 1    | 第6宇宙の戦士たち            | 其之一 破壊神の予知夢                   | 破壊神ビルス編     |
| 1    | 第6宇宙の戦士たち            | 其之二 悟空の敗北                       | 破壊神ビルス編     |
| 1    | 第6宇宙の戦士たち            | 其之三 ビルスの怒り                     | 破壊神ビルス編     |
| 1    | 第6宇宙の戦士たち            | 其之四 神と神                           | 破壊神ビルス編     |
| 1    | 第6宇宙の戦士たち            | 其之五 ビルスとシャンパ                 | 破壊神シャンパ編   |
| 1    | 第6宇宙の戦士たち            | 其之六 大会の準備                       | 破壊神シャンパ編   |
| 1    | 第6宇宙の戦士たち            | 其之七 第6宇宙の戦士たち                | 破壊神シャンパ編   |
| 1    | 第6宇宙の戦士たち            | 其之八 試合開始!                        | 破壊神シャンパ編   |
| 1    | 第6宇宙の戦士たち            | 其之九 悟空VSボタモ                     | 破壊神シャンパ編   |
| 2    | 優勝宇宙、ついに決定!!       | 其之十 フロストの正体                   | 破壊神シャンパ編   |
| 2    | 優勝宇宙、ついに決定!!       | 其之十一 ベジータ登場!!                 | 破壊神シャンパ編   |
| 2    | 優勝宇宙、ついに決定!!       | 其之十二 サイヤ人の誇り                 | 破壊神シャンパ編   |
| 2    | 優勝宇宙、ついに決定!!       | 其之十三 優勝宇宙、ついに決定!!         | 破壊神シャンパ編   |
| 2    | 優勝宇宙、ついに決定!!       | 其之十四 未来からのSOS                  | “未来”トランクス編 |
| 2    | 優勝宇宙、ついに決定!!       | 其之十五 HOPE!!再び                     | “未来”トランクス編 |
| 3    | 人間0計画                    | 其之十六 “未来”トランクスの過去         | “未来”トランクス編 |
| 3    | 人間0計画                    | 其之十七 次期第10宇宙界王神候補ザマス   | “未来”トランクス編 |
| 3    | 人間0計画                    | 其之十八 ゴクウブラックの正体           | “未来”トランクス編 |
| 3    | 人間0計画                    | 其之十九 もう一人のザマス               | “未来”トランクス編 |
| 3    | 人間0計画                    | 其之二十 人間0計画                      | “未来”トランクス編 |
| 4    | HOPEへのラストチャンス       | 其之二十一 HOPEへのラストチャンス       | “未来”トランクス編 |
| 4    | HOPEへのラストチャンス       | 其之二十二 ザマスの最終手段             | “未来”トランクス編 |
| 4    | HOPEへのラストチャンス       | 其之二十三 ポタラの真価                 | “未来”トランクス編 |
| 4    | HOPEへのラストチャンス       | 其之二十四 孫悟空の進化                 | “未来”トランクス編 |
| 5    | 決戦!さらばトランクス        | 其之二十五 悟空か!? ザマスか!?          | “未来”トランクス編 |
| 5    | 決戦!さらばトランクス        | 其之二十六 決戦!さらばトランクス        | “未来”トランクス編 |
| 5    | 決戦!さらばトランクス        | 其之二十七 修行と日常 そして            | 宇宙サバイバル編   |
| 5    | 決戦!さらばトランクス        | 其之二十八 12宇宙の破壊神               | 宇宙サバイバル編   |
| 6    | 集まれ超戦士たち!            | 其之二十九 第11宇宙破壊神候補トッポ     | 宇宙サバイバル編   |
| 6    | 集まれ超戦士たち!            | 其之三十 ジレンという男                 | 宇宙サバイバル編   |
| 6    | 集まれ超戦士たち!            | 其之三十一 集まれ超戦士たち!            | 宇宙サバイバル編   |
| 6    | 集まれ超戦士たち!            | 其之三十二 集まれ超戦士たち!2           | 宇宙サバイバル編   |
| 7    | 宇宙サバイバル!力の大会開始! | 其之三十三 宇宙サバイバル!力の大会開始! | 宇宙サバイバル編   |
| 7    | 宇宙サバイバル!力の大会開始! | 其之三十四 最初の宇宙消滅               | 宇宙サバイバル編   |
| 7    | 宇宙サバイバル!力の大会開始! | 其之三十五 ヒットVSジレン               | 宇宙サバイバル編   |
| 7    | 宇宙サバイバル!力の大会開始! | 其之三十六 個性的な選手たち             | 宇宙サバイバル編   |
| 8    | 孫悟空覚醒の“兆”             | 其之三十七 覚醒・超サイヤ人ケール       | 宇宙サバイバル編   |
| 8    | 孫悟空覚醒の“兆”             | 其之三十八 第6宇宙の最終手段            | 宇宙サバイバル編   |
| 8    | 孫悟空覚醒の“兆”             | 其之三十九 孫悟空覚醒の“兆”             | 宇宙サバイバル編   |
| 8    | 孫悟空覚醒の“兆”             | 其之四十 ジレンVS第7宇宙                | 宇宙サバイバル編   |
| 9    | 決着と結末                   | 其之四十一 身勝手の極意                 | 宇宙サバイバル編   |
| 9    | 決着と結末                   | 其之四十二 決着と結末                   | 宇宙サバイバル編   |
| 9    | 決着と結末                   | 銀河パトロール囚人編                    |                    |
| 9    | 決着と結末                   | 其之四十三 銀河パトロール入隊！         |                    |
| 9    | 決着と結末                   | 其之四十四 脱獄囚モロ                   |                    |
| 10   | モロの願い                   | 其之四十五 モロの魔力                   |                    |
| 10   | モロの願い                   | 其之四十六 衰耗するナメック星           |                    |
| 10   | モロの願い                   | 其之四十七 奪われたドラゴンボール       |                    |
| 10   | モロの願い                   | 其之四十八 モロの願い                   |                    |
| 11   | 大脱走                       | 其之四十九 宇宙空間バトル               |                    |
| 11   | 大脱走                       | 其之五十 大脱走                         |                    |
| 11   | 大脱走                       | 其之五十一 それぞれの行動               |                    |
| 11   | 大脱走                       | 其之五十二 悟空とベジータの修行         |                    |
| 12   | メルスの正体                 | 其之五十三 サガンボ銀河盗賊団           |                    |
| 12   | メルスの正体                 | 其之五十四 悟飯VSセブンスリー           |                    |
| 12   | メルスの正体                 | 其之五十五 メルスの正体                 |                    |
| 12   | メルスの正体                 | 其之五十六 地球戦士集結                 |                    |
| 13   | それぞれの戦い               | 其之五十七 それぞれの戦い               |                    |
| 13   | それぞれの戦い               | 其之五十八 孫悟空到着                   |                    |
| 13   | それぞれの戦い               | 其之五十九 発動！身勝手の極意”兆”       |                    |
| 13   | それぞれの戦い               | 其之六十 メルスの誤算                   |                    |
| 14   | 銀河パトロール孫悟空         | 其之六十一 新生ベジータ                 |                    |
| 14   | 銀河パトロール孫悟空         | 其之六十二 絶体絶命                     |                    |
| 14   | 銀河パトロール孫悟空         | 其之六十三 メルスの覚悟                 |                    |
| 14   | 銀河パトロール孫悟空         | 其之六十四 銀河パトロール孫悟空         |                    |
| 15   | 星喰いのモロ                 | 其之六十五 地球人 孫悟空                |                    |
| 15   | 星喰いのモロ                 | 其之六十六 星喰いのモロ                 |                    |
| 15   | 星喰いのモロ                 | 其之六十七 大団円 そして…               |                    |
| 15   | 星喰いのモロ                 | 生残者グラノラ編                        |                    |
| 15   | 星喰いのモロ                 | 其之六十八 生残者グラノラ               |                    |
| 16   | 宇宙一の戦士                 | 其之六十九 シリアル星の遷移             |                    |
| 16   | 宇宙一の戦士                 | 其之七十 宇宙一の戦士                   |                    |
| 16   | 宇宙一の戦士                 | 其之七十一 ヒータの計画                 |                    |
| 16   | 宇宙一の戦士                 | 其之七十二 サイヤ人とシリアル人         |                    |
| 17   | 破壊神の力                   | 其之七十三 悟空VSグラノラ               |                    |
| 17   | 破壊神の力                   | 其之七十四 ベジータVSグラノラ           |                    |
| 17   | 破壊神の力                   | 其之七十五 破壊神の力                   |                    |
| 17   | 破壊神の力                   | 其之七十六 サイヤ人の宿命               |                    |
| 18   | 悟空の父 バーダック          | 其之七十七 悟空の父 バーダック          |                    |
| 18   | 悟空の父 バーダック          | 其之七十八 ガスの願い                   |                    |
| 18   | 悟空の父 バーダック          | 其之七十九 ガスVSグラノラ               |                    |
| 18   | 悟空の父 バーダック          | 其之八十 ガスVSグラノラ 2               |                    |
| 19   | 民族の誇り                   | 其之八十一 悟空の葛藤                   |                    |
| 19   | 民族の誇り                   | 其之八十二 バーダックVSガス             |                    |
| 19   | 民族の誇り                   | 其之八十三 バーダックVSガス 2           |                    |
| 19   | 民族の誇り                   | 其之八十四 民族の誇り                   |                    |
| 20   | 全力戦                       | 其之八十五 それぞれの答え               |                    |
| 20   | 全力戦                       | 其之八十六 全力戦                       |                    |
| 20   | 全力戦                       | 其之八十七 宇宙一の戦士 発見            |                    |
| 20   | 全力戦                       | 其之八十八 スーパーヒーロー誕生         | スーパーヒーロー編 |
| 21   | 対決Dr.ヘド                  | 其之八十九 ライバル出現！               | スーパーヒーロー編 |
| 21   | 対決Dr.ヘド                  | 其之九十 対決Dr.ヘド                    | スーパーヒーロー編 |
| 21   | 対決Dr.ヘド                  | 其之九十一 復活レッドリボン軍           | スーパーヒーロー編 |
| 21   | 対決Dr.ヘド                  | 其之九十二 新たなる人造人間             | スーパーヒーロー編 |
| 22   | 最強の師弟                   | 其之九十三 パン誘拐作戦                 | スーパーヒーロー編 |
| 22   | 最強の師弟                   | 其之九十四 目覚めよ！孫悟飯             | スーパーヒーロー編 |
| 22   | 最強の師弟                   | 其之九十五 最強の師弟                   | スーパーヒーロー編 |
| 22   | 最強の師弟                   | 其之九十六 サイヤマン参戦！             | スーパーヒーロー編 |
| 23   | 超覚醒！孫悟飯               | 其之九十七 暴走セルマックス             | スーパーヒーロー編 |
| 23   | 超覚醒！孫悟飯               | 其之九十八 ガンマ2号の覚悟              | スーパーヒーロー編 |
| 23   | 超覚醒！孫悟飯               | 其之九十九 超覚醒！孫悟飯               | スーパーヒーロー編 |
| 23   | 超覚醒！孫悟飯               | 其之百 炸裂！魔貫光殺砲                 | スーパーヒーロー編 |
| 24   | 未来への継承                 | 其之百一 カーマインと15番               | スーパーヒーロー編 |
| 24   | 未来への継承                 | 其之百二 孫悟空VS孫悟飯                 | スーパーヒーロー編 |
| 24   | 未来への継承                 | 其之百三 未来への継承                   | スーパーヒーロー編 |
| 24   | 未来への継承                 | 其之百四 サイヤマンXの誕生！            | スーパーヒーロー編 |

## 関連書籍
TVアニメーション ドラゴンボール超 超スタートガイド
Vジャンプ特別編集2015年8月5日増刊。放送前の『ドラゴンボール超』を紹介。限定付録として『ドラゴンボールヒーローズ』用カード「孫悟空」と『ドラゴンボールZ ドッカンバトル』用シリアルコード「超サイヤ人ゴッドSS 孫悟空」を封入。

## 劇場版
| タイトル                          | 公開日                      | 監督     | 脚本     | 主題歌             | 主題歌              | 興行収入 | 興行収入                |
| タイトル                          | 公開日                      | 監督     | 脚本     | 曲名               | 歌手                | 興行収入 | 興行収入                |
| --------------------------------- | --------------------------- | -------- | -------- | ------------------ | ------------------- | -------- | ----------------------- |
| ドラゴンボールZ 神と神            | 2013年3月30日               | 細田雅弘 | 渡辺雄介 | CHA-LA HEAD-CHA-LA | FLOW                | 29.9億円 | $50,461,371（約54億円） |
| ドラゴンボールZ 復活の「F」       | 2015年4月18日               | 山室直儀 | 鳥山明   | 『Z』の誓い        | ももいろクローバーZ | 37.4億円 | $61,768,190（79億円）   |
| ドラゴンボール超 ブロリー         | 2018年12月14日              | 長峯達也 | 鳥山明   | Blizzard           | 三浦大知            | 40億円   | $122,747,755（135億円） |
| ドラゴンボール超 スーパーヒーロー | 2022年4月22日→2022年6月11日 | 児玉徹郎 | 鳥山明   | なし               | なし                |          |                         |

本作品の「破壊神ビルス編」は上記『神と神』を、「フリーザ復活編」は上記『復活の「F」』を原作に、約1クール分のテレビシリーズアニメに再構成・再制作したもの。

## 関連番組
FNS27時間テレビ にほんのれきし「アニメにほんのれきし」（フジテレビ、2017年9月9日・10日）
本作品の他、『ちびまる子ちゃん』『ONE PIECE』『こちら葛飾区亀有公園前派出所』の4作品による様々な日本の歴史の各時代に登場するスペシャルアニメ。
逃走中〜ドラゴンボール超コラボSP 横浜中華街大決戦!〜（フジテレビ、2018年1月6日）
横浜中華街を舞台にして行われた新春スペシャル番組。

## イベント
ドラゴンボール超でリアル宝探し超サイヤ人ゴッドを召喚せよ！
2015年7月18日 - 8月31日の期間中、フジテレビ・お台場みんなの夢大陸で開催され、宝の地図を片手に、謎解きをしながらエリア内に隠れている5人のサイヤ人を探し出し、孫悟空が「超サイヤ人ゴッド」になるための手助けをすることで、『ドラゴンボール超』の世界観を体感できるイベント。また、2016年には長井海の手公園 ソレイユの丘とアパリゾート妙高パインバレーにて、「ドラゴンボール超でリアル宝探し超絶☆ドラゴンボール探しの試練！」が開催された。
| 開催地                         | 所在地           | 期間                    |
| ------------------------------ | ---------------- | ----------------------- |
| フジテレビお台場みんなの夢大陸 | 東京都港区       | 2015年7月18日 - 8月31日 |
| アパリゾート妙高パインバレー   | 新潟県妙高市     | 2016年7月16日 - 9月19日 |
| 長井海の手公園 ソレイユの丘    | 神奈川県横須賀市 | 2016年7月16日 - 9月25日 |
ドラゴンボール超 お台場に巨大神龍とフリーザロボ現る!
2015年12月28日から2016年2月14日の期間中、ダイバーシティ東京にて『ドラゴンボール』の特別展が開催された。「巨大神龍展示」では、高さ約7メートルの巨大バルーン型モニュメントの神龍が登場し、神龍の下には、フリーザをロボットで再現した「フリーザロボ」が展示されている。また、展示会場近くには物販スペース「ドラゴンボール超マーケット」が設置されている。
ドラゴンボール超修業チャレンジ！〜悟空を目指して強くなろう！〜
2016年から日本各地で開催されている『ドラゴンボール』の世界で孫悟空や、その仲間たちが実際に行った様々な修行を参加者は体験できるイベント。イベントでは物販コーナー、フードメニューなども用意されている。広島県マリーナホップで行われている同イベントでは期間中に来場者1万人を達成した。
| 所在地       | 開催地                                  | 期間                          |
| ------------ | --------------------------------------- | ----------------------------- |
| 愛知県犬山市 | 日本モンキーパーク                      | 2016年3月12日 - 7月3日        |
| 栃木県那須町 | 那須ハイランドパーク                    | 2016年7月16日 - 11月27日      |
| 熊本県荒尾市 | グリーンランド                          | 2017年3月18日 - 5月7日        |
| 東京都池袋   | サンシャインシティ                      | 2017年8月10日 - 8月27日       |
| 広島県広島市 | マリーナホップ                          | 2018年3月10日 - 4月8日        |
| 富山県砺波市 | チューリップ四季彩館                    | 2018年7月20日 - 9月2日        |
| 大阪府大阪市 | アジア太平洋トレードセンターO's棟北館4F | 2018年12月1日 - 2019年1月14日 |
ドラゴンボール超デー
埼玉西武ライオンズとのコラボイベント。2016年7月9日と7月10日に西武ドームにて開催。イベント中は孫悟空と子供限定で記念撮影ができ、小学生以下の子供に先着でグッズなどの配布を行っている。
ドラゴンボール超 in お台場
2016年7月16日 - 8月31日の期間中、「お台場みんなの夢大陸2016」で『ドラゴンボール超』のイベントが開催された。『ドラゴンボールフュージョンズ』、『ドラゴンボールヒーローズ』の体験コーナーなどが実施されている。
DRAGON BALL SUPER PUZZLE HUNT
2017年7月1日 - 4日までの期間中、ロサンゼルス・コンベンション・センターで開催されているアニメ・エキスポ2017で『ドラゴンボール超』のアトラクションが行われた。
阪神タイガース×ドラゴンボール超
ヒーローをテーマにした阪神タイガースとのコラボ企画。2017年5月5日 - 5月7日に展開された「ゴールデンウィーク こどもまつり」の一環として、甲子園球場で開催された。イベント開催中の3日間すべての試合で、虎仙流の「限定ヒーローTシャツ」を小学生以下の入場者先着7777名にプレゼントされた。
ドラゴンボール超 SHOP & COLLECTIBLE STAMPS CHALLENGING
2017年6月24日 - 9月24日の期間中、沖縄県琉宮城蝶々園にて開催された。スタンプラリーや展示会、沖縄でしか手に入らない限定グッズなどが用意されている。
Dragon Ball Super Les Quatre Temps
2018年3月2日にフランスでアニメ『ドラゴンボール』の放送開始30周年を迎えたのを記念して、同年3月31日から4月8日までの期間中、パリの中心地にあるヨーロッパ最大のショッピングセンター「Les Quatre Temps」にて、ビデオゲーム大会、キャラクターの展覧会など本作品のイベントが開催された。
ドラゴンボール超 キャナル・スプラッシュ!!
劇場版『ドラゴンボール超 ブロリー』の公開を記念して、2018年7月21日 - 8月26日の期間中、キャナルシティ博多で『ドラゴンボール超』をイメージした、水の体感アトラクションゾーンが登場し、キャナル・スプラッシュや、館内に隠されたドラゴンボール探しなどのイベントが行われた。
夏休み超クイズラリー
劇場版『ドラゴンボール超 ブロリー』の公開を記念して、2018年7月21日から9月30日まで、全国200か所以上の映画館・商業施設を舞台に、クイズラリーが実施された。
ドラゴンボール超 ブロリー フルパワー降臨祭
2018年7月28日 - 9月2日の期間中、ダイバーシティ東京プラザで劇場版『ドラゴンボール超 ブロリー』のイベントが開催された。期間中はキャラクター、設定画、歴代映画ポスターの展示がされている。
リアル脱出ゲーム×ドラゴンボール超「地球人消滅からの超脱出」
リアル脱出ゲームと『ドラゴンボール超』のコラボイベント。2018年8月30日から2018年12月31日までの期間中、全国8都市で開催された。自身のスマートフォンやタブレット端末がドラゴンレーダーになり、フリーザによる「地球消滅計画」を阻止するべく、街歩き型のリアル脱出ゲームである。期間中、2万人以上が来場する人気公演となった。
| 公演都市   | 会場                                | 期間                     |
| ---------- | ----------------------------------- | ------------------------ |
| 東京公演   | アジトオブスクラップ 下北沢ナゾビル | 2018年8月30日 - 12月31日 |
| 神奈川公演 | アジトオブスクラップ 横浜           | 2018年9月6日 - 12月31日  |
| 宮城公演   | アジトオブスクラップ 仙台           | 2018年9月7日 - 12月31日  |
| 愛知公演   | ナゾ・コンプレックス 名古屋         | 2018年9月10日 - 12月31日 |
| 福岡公演   | アジトオブスクラップ 福岡・天神     | 2018年9月12日 - 12月31日 |
| 大阪公演   | アジトオブスクラップ 大阪ナゾビル   | 2018年9月12日 - 12月31日 |
| 岡山公演   | アジトオブスクラップ 岡山           | 2018年9月14日 - 12月31日 |
| 北海道公演 | アジトオブスクラップ 札幌           | 2018年9月14日 - 12月31日 |
2019年3月22日から期間限定で再公演されている。開催場所は上記の8都市に浅草・京都を加えて、全国10都市で開催されている。また、英語対応公演も2019年4月12日よりスタートした。
ドラゴンボール超 ブロリー 超天空塔（スカイツリースーパー）
劇場版『ドラゴンボール超 ブロリー』の公開を記念し、2018年11月1日から2019年1月7日まで東京スカイツリーで開催され、地上450メートルの天望回廊で、グッズや撮影スポットが用意され、レストランでは本作品をイメージしたフードメニューなどが用意されている。
ドラゴンボール超 サイヤ人超最強展
劇場版『ドラゴンボール超 ブロリー』の公開を記念し、2018年12月14日から2019年2月11日までフジテレビ・球体展望室「はちたま」で開催され、映画全20作品の紹介や、フォトコーナーなどが実施された。
DRAGON BALL SUPER EUROPE EVENT
2019年2月に劇場版『ドラゴンボール超 ブロリー』が欧州で公開されるのに合わせ、バンダイは欧州で本作品のイベントを行い、『ドラゴンボール』シリーズの商品・サービスをファミリー層に訴求し、開催場所も従来のコンベンションセンター（見本市・展示会場）などとは一線を画し、ライト層や幅広い世代にファン層を拡大させる狙いで開催された。
日本平超動物園
日本平動物園が開園50周年を記念し、本作品とのコラボイベントを2019年11月2日から開催し好評につき、2020年1月31日まで開催された。
アヌシー国際アニメーション映画祭
2021年6月14日から6月19日までの期間、フランス・アヌシーで開催されたアヌシー国際アニメーション映画祭で、同映画祭が60周年を迎えた事を記念して、東映アニメーションより『ドラゴンボール超』の記念PVが公開された。

## タイアップ
マクドナルド
ハッピーセット「ドラゴンボール超/プリパラ」（2015年11月6日より販売）
ハッピーセット「ドラゴンボール超/アイカツスターズ！」（2016年5月13日より販売）
ハッピーセット「ドラゴンボール超/ひつじのショーン」（2017年5月12日より販売）
ショウワノート
2016年に「わくわく新学期シリーズ」のひとつとして『ドラゴンボール超』の各種文房具が発売された。
2021年に本作品のイラストをあしらった筆記用具がショウワノートから発売された。「ジェットストリーム2＆1」（2021年10月下旬発売）、「クルトガ」（2021年10月下旬発売）
サークルKサンクス
「夏のドラゴンボールフェア」（2016年8月2日 - 8月15日開催）
東映アニメーション
エイプリルフール企画
2017年4月1日、東映はエイプリルフールに合わせ、『ドラゴンボール超』の公式サイトを「社会サバイバル編」仕様に変更。本作品のキャラクターたちが「DB商事」の新入社員に扮装している。
2018年4月1日、東映はエイプリルフールのウソ企画として『ドラゴンボール超』と『HUGっと!プリキュア』がコラボした劇場版アニメ「映画ドラゴンボール超×映画プリキュアスーパースターズ THE MOVIE 孫悟空VSキュアエール」を制作し、2019年4月1日に公開することを発表した。
スクラッチ
宝くじ「スクラッチ」と『ドラゴンボール超』とのタイアップ商品。2017年10月4日から17日まで、「ドラゴンボールスクラッチハッピーカウント孫悟空」が発売された。
ミスタードーナツ
2018年7月20日からミスタードーナツのキッズセットを買うと、『ドラゴンボール超』のオリジナルグッズが貰えるキャンペーンが行われた。
「キッズセット」 （第1弾 2018年7月20日発売、第2弾 2018年8月8日発売）
「ドラゴンボール超 フュージョンドーナツセット」（2018年7月20日発売）
くらコーポレーション（現・くら寿司）
くら寿司とのタイアップ企画として、2018年11月22日から12月31日の期間中、店内設置のグッズが当たるゲーム「ビッくらポン！」でしか手に入らない劇場版『ドラゴンボール超 ブロリー』のグッズが用意された。
レインズインターナショナル
牛角と劇場版『ドラゴンボール超 ブロリー』とのタイアップ企画として、「超☆焼肉会」が実施されている。対象メニューを注文すると、「牛角限定描き起こしデザインコースター」が貰え、さらに当たり券が入っていたら牛角限定のオリジナルグッズが貰えた。
「超☆焼肉会」（2018年12月6日 - 2019年1月31日）
スポーツニッポン
2018年12月12日にスポニチは、劇場版『ドラゴンボール超 ブロリー』の公開に合わせ、映画の見どころなどを紹介する「ドラゴンボール超新聞」を発売した。

## カードゲーム

『DRAGON BALL SUPER CARD GAME』のロゴ

DRAGON BALL SUPER CARD GAME

2017年7月28日からBANDAI Americaより、本作品のトレーディングカードゲームがアメリカでリリースされ 、全米各地でカードゲーム大会やイベントが何度も行われるほど人気を得ている。
ドラゴンボールスーパーカードゲーム FUSION WORLD
日本国外で展開されている『DRAGON BALL SUPER CARD GAME』の国内版『ドラゴンボールスーパーカードゲーム フュージョンワールド』が2024年2月16日に発売された。また、2024年2月29日にはPC専用のデジタル版が正式サービス開始された。

## ネット配信
- 2022年4月にはABEMAにて本作が全話順次配信開始した[125]。